# Geschichte von Osterholz-Scharmbeck

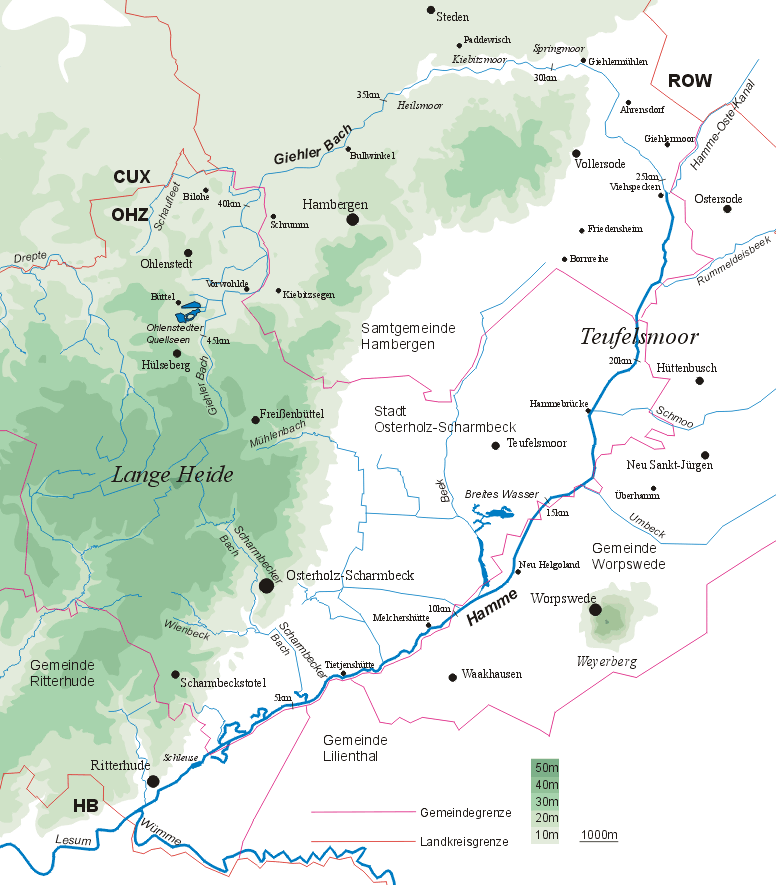
Lauf des Scharmbecker Bachs und der Hamme von der Langen Heide ins Teufelsmoor bis zur Mündung in die Lesum

Die Geschichte von Osterholz-Scharmbeck behandelt die Chronologie und Geschichte der Stadt Osterholz-Scharmbeck und zum Teil des Landkreises Osterholz, soweit sich beides nicht trennen lässt, da beide sich als Organisation Stadt und Organisation Landkreis dieselbe Stadt teilen müssen.
Wenn andere übergeordnete Ereignisse oder Ortschaften des Landkreises oder der Umgebung genannt werden, dann nur zur Erläuterung relevanter Vorgänge für Osterholz-Scharmbeck. Schwerpunkt ist die Kreisstadt Osterholz-Scharmbeck.

## Vorzeit: 480.000 v. Chr. bis 1000 v. Chr.
| Zeittafel               | Vorzeit: 480.000 v. Chr. bis 1000 v. Chr.                                    |
| ----------------------- | ---------------------------------------------------------------------------- |
| 480.000–430.000 v. Chr. | Elster-Kaltzeit                                                              |
| 237.000–183.000 v. Chr. | Saale-Kaltzeit                                                               |
| 121.000–20.000 v. Chr.  | Weichsel-Kaltzeit                                                            |
| 20.000–12.000 v. Chr.   | „Abschmelzeiszeit“ (wird aber in der Regel der Weichseleiszeit zugerechnet). |
| 12.000 v. Chr.          | Besiedelungsbeginn auf der Geest                                             |
| 10.000 v. Chr.          | Glockenbecherkultur                                                          |
| 4000–2000 v. Chr.       | Trichterbecherkultur: Errichtung der Großsteingräber Hünenstein              |
| 1800–700 v. Chr.        | Besiedelung durch germanische Chauken.                                       |
| 1000 v. Chr.            | Erste Erschließung der Randmoore durch Knüppelwege.                          |

### Geest und Moor
Nach der letzten Eiszeit 12.000 v. Chr. begannen die Urstromtäler der Weser und der Hamme zu versanden und zu verschlicken. Die aufgeschobenen und zurückgelassenen Sandflächen der Gletscher werden heute als Geest bezeichnet. Dabei ist die Osterholzer Geest ein Teilgebiet der Stader Geest, mit der das Gebiet zwischen Weser- und Elbemündung bezeichnet wird, weil es größtenteils durch den Regierungsbezirk Stade eingenommen ist. Im Gegensatz zu der südlicheren Lüneburger Heide ist die Geest ein Niederungsgebiet mit zahlreichen Mooren und Wiesenflächen, die sich an den Rändern und in den Vertiefungen der Geest bildeten.
Aus diesen Mooren entwickelten sich etwa 1000 v. Chr. die späteren Hochmoore und damit auch das Teufelsmoor. Nur einzelne Bergkuppen, wie etwa Wingst (74 m), Westerberg (63 m), Lohberg (42 m) bei Stade und Weyerberg (50 m) überragen die flache Landschaft. Das Gebiet wird durch die Hamme-Oste-Niederung in die östliche Zevener Geest und die westliche Osterholzer Geest unterteilt und war ursprünglich durch die Randmoore relativ schwer zugänglich.
Einerseits bot sich damit der Geestrücken als sicheres Siedlungsgebiet an: der Stadtkern von Osterholz-Scharmbeck liegt selbst auf der Geest, und östlich befindet sich bereits die Hammeniederung mit dem alten Dorf Teufelsmoor sowie den alten Moorkolonien Neuenfelde, Altenbrück, Ahrensfelde, Altendamm und Niedersandhausen. Andererseits ergab sich daraus (geradezu zwingend) die in späteren Siedlungsorten auszudrückende Linie Ritterhude-Osterholz-Scharmbeck – Bremervörde – Gnarrenburg – Stade, die den Geestrücken noch heute abbildet, auf dem das Gebiet passiert werden konnte. (Dieser Linie folgen letztendlich auch die Bahnstrecke Bremervörde–Osterholz-Scharmbeck und große Teile der Bundesstraße 74, wobei vor allem bei Gnarrenburg die „Passage“ eine Art „Engpass“ bildet; früher ein guter Grund, dort eine Burg zu errichten.)
Wirtschaftliche Bedeutung hat die Geest ferner aufgrund der großen Vorkommen an reinem Bausand, die heute großflächig oberirdisch im Tagebau abgebaut werden können, was zum Beispiel schon zur Entstehung der Ohlenstedter Quellseen geführt hat. Durch die relativ großen Höhenunterschiede (etwa 45 auf 4 m ü. NN) verleiht der hohe Geestrücken den abfließenden Gewässern eine hohe Fließgeschwindigkeit, deren Energie an Bächen wie dem Scharmbecker Bach, Wienbeck oder dem Mühlenbach für Wassermühlen aller Art genutzt werden konnte.

### Erste Besiedelung
Die Siedlungsgeschichte des Gebietes geht bis in die Jungsteinzeit zurück. Um 10.000 v. Chr. streiften Fischer, Jäger und Sammler über die Osterholzer Geest und die angrenzenden Moore; ihre Anwesenheit ist durch die zahlreichen Funde von Spanmessern und Pfeilspitzen belegt, die zum Beispiel im Heimatmuseum Osterholz ausgestellt sind. Einige von diesen frühen Besuchern der Geest wurden nachweisbar sesshaft, da bei zahlreichen Ausgrabungen auch Spuren eines primitiven Ackerbaus (zum Beispiel Äxte) gefunden worden sind. Offensichtliches Zeugnis der Besiedlung ist das etwa 2000 v. Chr. errichtete Großsteingrab, ein beeindruckendes Steingrab an der heutigen Osterholzer Straße im Stadtzentrum von Osterholz-Scharmbeck. Dieses Hünenstein oder Hünengrab genannte, gut erhaltene Kammergrab wird auf ein Alter von etwa 4000 Jahren datiert.
Eine Anzahl weiterer Grabhügel aus der Bronzezeit finden sich im Stadtteil Garlstedt. Den beeindruckendsten Fund in einem dieser Grabhügel stellt wohl die Garlstedter Lure dar. Die 1830 bei Straßenarbeiten entdeckten Bruchstücke dieses bronzezeitlichen germanischen Blasinstruments ist zurzeit der südlichste Fund eines derartigen Instrumentes.
Naturgemäß war die Siedlungstätigkeit auf der Geest zwischen 1800 und 700 v. Chr. wesentlich größer als auf den nassen Gebieten der Moore und Flusslandschaften am Rande der Geest. Bei den Sippschaften, die in die Weite des Raumes mit seinen Wäldern vordrangen, hat es sich um Indogermanen gehandelt, die später von Tacitus als Chauken klassifiziert wurden. Ab 1000 v. Chr. wurden schließlich auch die Nassgebiete der Vor- und Randmoore durch Knüppelwege als Weideflächen erschlossen.
Erst 200–300 verlagerten die Chauken ihren Siedlungsschwerpunkt weiter an die Küste, und die Sachsen drangen 400 – wohl im Zuge der Völkerwanderung – aus Süden nach.

## 12 v. Chr.–600 n. Chr.
| Zeit       | 12 v. Chr.–600 n. Chr.                                                                   |
| ---------- | ---------------------------------------------------------------------------------------- |
| 12 v. Chr. | Eroberung Germaniens: Römische Schiffsexpedition unter Drusus entdeckt die Wesermündung. |
| 200–300    | Chauken ziehen zur Küste (siehe Friesen).                                                |
| 375        | Beginn der Völkerwanderung in Nordeuropa.                                                |
| 400        | Sachsen rücken den Chauken ins Siedlungsgebiet nach.                                     |

Dass es von dieser Zeit keine schriftlichen Aufzeichnungen gibt, liegt auf der Hand. Ohnehin stellt sich die Frage nach einer beständigen Besiedelung, die wohl verneint werden muss. Das Klima war vergleichsweise unfreundlich, die landwirtschaftliche Technik für Ackerbau oder Milchviehhaltung unter solchen Bedingungen musste erst noch entwickelt werden. So blieb die Osterholzer Geest dünn besiedelt und eher Durchzugsgebiet, das zudem teilweise mehr als nur schwer zugänglich war. Nicht umsonst geschah die römische Expedition unter Drusus 12 v. Chr. per Schiff und die Römer zeigten keinerlei Ambitionen, eine Siedlung zu begründen und weiter in das Gebiet einzudringen.
Gerade das küstennahe Gebiet war dabei von Sturmfluten geprägt, die Mitauslöser der Völkerwanderung an den Küsten gewesen sind. Insbesondere das Fluss-System Hamme-Wümme mit dem Teufelsmoor war dabei mit null Meter über NN der Tide der Nordsee ständig ausgesetzt. Ein neuzeitlicher Einblick war 1996 möglich, als große Gebiete der Hammeniederung derartig überschwemmt waren, dass Teile des Ufers der Hamme nur noch an den Baumreihen zu erkennen waren. Wären die entsprechenden Verkehrswege nicht auf höheren Dämmen errichtet worden, wäre auch heute Bremen direkt nicht mehr zu erreichen; und dabei handelte es sich nur um nichtabfließendes Regen- und Grundwasser, das nicht durch das wegen Hochwassers geschlossene Sperrwerk bei Ritterhude abfließen konnte.
Zieht man den Umstand heran, dass eine hohe Flutwelle sich damals – über die Weser kommend – im Prinzip ungebremst in die Niederung der Hamme drücken konnte, ist es offensichtlich, dass sich Siedler lieber einen freundlicheren Ort für eine Dauerbesiedelung gesucht haben und das Gebiet nur durchwanderten.

## Frühmittelalter 600–1100
| Zeittafel | Frühmittelalter 600–1100                                                               |
| --------- | -------------------------------------------------------------------------------------- |
| 768       | Die Gründung einiger Bauernhöfe bildete die erste Grundlage von Scirnbeci (Scharmbeck) |
| 782       | Karl der Große 'massakrierte' angeblich 4500 Sachsen im Blutgericht von Verden.        |
| 787       | Bremen: Gründung des Bistums, das Bistum wurde Ausgangspunkt der Christianisierung     |
| 796       | Karl der Große überschritt die Weser.                                                  |
| 800       | Krönung Karls des Großen in Rom durch Papst Leo III.                                   |
| 804       | Die christlichen Franken unter Karl dem Großen besiegten die Sachsen.                  |
| 808–810   | Errichtung der „Nordmark“ gegen die Dänen.                                             |
| 845       | Normannen zerstörten die damalige 'Kleinsiedlung' Hamburg.                             |
| 850       | Errichtung von Taufkapellen in Wigmodien, unter anderem entstand daraus Scharmbeck.    |
| 1024      | Normannen landeten bei Vegesack und plünderten die Ostseite der Weser.                 |
| 1043      | Erste urkundliche Erwähnung von Scharmbeck („Scirnbeci“)                               |

### Sachsen und Franken
Mit den Sachsen wurde ein neues Bodenrecht eingeführt; das heißt, Besitz an Boden, dem wichtigsten Produktionsfaktor der damaligen Zeit, wurde nun zentralistisch durch den Landesherrn vergeben, der damit eine Bündnispolitik nach innen betreiben konnte. Insbesondere die Erschließung weiterer Ackerflächen musste vorangetrieben werden; so siedelten die Bremer 1106 an beiden Ufern der Weser Holländer (daher Hollerland) an, die damals schon als Spezialisten für Nasswiesen und Deichbau galten, um auch diese Gebiete zu erschließen. Wichtige Grundlage für die Christianisierung der Sachsen wurde durch den fränkischen Kaiser Karl den Großen (768–814) geschaffen, der in der „Capitulare Deportibus Saxoniae“ folgendes bestimmte:
„Die Kirchen Christi, welche in Sachsen erbaut werden, sollen nicht kleinere, sondern größere Ehren genießen als bis dahin die heidnischen Heiligtümer“.
Die Christianisierung durch die Franken, welche bereits 499 den christlichen Glauben angenommen hatten, stieß allerdings auf sächsischen Widerstand, und die Amtszeit des fränkischen Kaisers (Karl der Große) war durch seinen dreijährigen Kampf gegen die Sachsen unter Wittekind (auch Widukind) bestimmt. Selbst nach der endgültigen militärischen Niederlage der Sachsen von 804 kam es weiterhin noch zu lokalen Aufständen.
Die friedliche Christianisierung des hiesigen Gebietes begann bereits 787 mit der Gründung des Bistums Bremen; die Einteilung der Bistümer schuf dabei eine erste „verwaltungstechnische“ Erfassung der Gebiete, wenngleich dabei die altsächsischen Gaue als Grundlage dienten; das heutige Stadtgebiet gehörte demnach zum Gau Wigmodien. Bei seiner Niederwerfung der Sachsen hat der Kaiser aber die Osterholzer und Stader Geest wohl nicht betreten. Nachweislich hat er 796 die Weser mit seiner Armee überschritten, und bereits 782 soll das Blutgericht von Verden an 4500 sächsischen Aufständischen in Verden stattgefunden haben, weshalb Karl der Große auch den landläufigen Titel als „Sachsenschlächter“ trug (vermutlich zu Unrecht; denn neuere Forschungen belegen vielmehr die Deportation aufständischer Sachsen nach Franken, wo heute noch Anhäufungen sächsischer Bezeichnungen im fränkischen Gebiet offensichtlich sind und an den Ortsbezeichnungen abgelesen werden können).

### Normannen
Im Jahre 845 wurde Hamburg (damals nur eine dörfliche Ansiedlung) durch Normannen zerstört, weshalb das bereits befestigte größere Bremen 847 Sitz des Erzbischofs geworden war. 850 wurde auf dem späteren Scharmbecker Gebiet eine erste hölzerne Taufkapelle errichtet, und die Grundlage der späteren Wilhadi-Kirche am Marktplatz in Scharmbeck bildete, welche nach dem ersten Bischof von Bremen Willhad(i) (781) benannt wurde, der die Christianisierung in Wigmodien betrieben hatte.
Die Besiedelung mit bäuerlichen Höfen muss nach prähistorischen Funden etwa ab 768 eingesetzt haben (heute Baustraße, Am Weißen Sande und An der Loge), für deren Bewohner hölzerne Taufkapellen errichtet worden waren. Ab 1000 waren diese ersten Siedlungen dabei stark durch eine weitere Welle der Normannen gefährdet, die zeitweise mit 20.000 Bewaffneten Norddeutschland erneut heimsuchten.
Zur Abwehr der Normannengefahr wurde das Gau Wigmodien mit dem nördlich angrenzenden Hadeln zur Grafschaft Lesum zusammengefasst. Adam von Bremen berichtet, dass das Gebiet im Jahr 994 von einer Flotte Wikinger („Askomannen“) heimgesucht wurde. Ein Kontingent, das in die Weser und die Geeste eindrang, wurde aber von den Einheimischen im Glindesmoor, unweit des späteren Bremervörde, bis auf den letzten Mann erschlagen.
Im Jahre 1024 landeten sie bei Vegesack und plünderten die Ostseite der Weser aus; allerdings ließen die wenigen Zugänge zum Geestgebiet deren Anwohnern wohl genug Zeit, wichtiges Eigentum (Vieh, Saatgut etc.) oder sich selbst in den Wäldern und Mooren zu verstecken. Im selben Jahr wurden die Normannen jedoch vor Aumund endgültig geschlagen, weshalb diese Gefahr endgültig abgewendet war.

### Stellung der Kirche
Neben der direkten Anwendung von Gewalt wurde die Christianisierung wohl auch als „Kampfmittel“ zur Abwehr der Normannen angesehen; d. h. die Christianisierung mit ihren Zentren waren wichtige „Erschließungsinstrumente“ bis dato unwirtlicher Provinzen.
Die erste urkundliche Erwähnung von Scharmbeck fand deshalb auch durch den Bremer Erzbischof Bezelin (auch Alebrand genannt) statt; dessen Aufenthalt 1043 n. Chr. in Scirnbeci (Scharmbeck) durch den Chronisten Adam von Bremen wurde insbesondere deshalb vermerkt, weil sich ersterer einen Barfußgang nach Scirnbeci unternommen hatte und dabei krank geworden war.
Die Stellung der Kirche in Bremen (als „Rom des Nordens“) nahm dabei noch an Bedeutung zu, da seit Otto der Große die Kirche auch weltliche Macht geworden war. Diese ging zu Kosten der alten Gaugrafen. Scharmbeck und Osterholz kamen nun unter die direkte Herrschaft der Erzbischöfe von Bremen, die 1397 eine „Heerfolge“ für das Gebiet erließen und so auch über militärische Kräfte zur Durchsetzung ihrer Herrschaft verfügen konnten.

## Hochmittelalter 1100–1250
| Zeittafel | Hochmittelalter 1100–1250                                                                |
| --------- | ---------------------------------------------------------------------------------------- |
| 1106      | Holländer wurden als „Wasserbauern“ an beiden Seiten der Weser eingesetzt                |
| 1182      | Gründung des Klosters Osterholz durch Siegfried I. von Anhalt, den Erzbischof von Bremen |
| 1197      | Weihung des Klosters Osterholz.                                                          |
| 1233      | Ersterwähnung der Bezeichnung Sandbeck als Ort einer Siedelung.                          |
| 1244      | Erste urkundliche Erwähnung von Berlin.                                                  |

## Spätmittelalter und Reformation 1250–1600
| Zeittafel      | Spätmittelalter und Reformation 1250–1600 |
| -------------- | --- |
| 1302           | Bulle „Unam Sanctam“ von Bonifatius VIII. bezeichnet den Papst als höchste geistige und weltliche Gewalt.                                                         |
| 1308           | Der Deutsche Orden erwirbt die Pommerellen mit Danzig. |
| 1331           | Erstmalige urkundliche Erwähnung eines Geschlechts „von Sandbeck“ (Gut Sandbeck).                                                                                 |
| 1343           | Sandbecker Siegel-Wappen: Bach auf blauem Feld; offener Helm mit drei Pfauenfedern.                                                                               |
| 1358           | Gründung der Hanse unter Führung Lübecks. |
| 1397           | Festlegung der „Heerfolge“; d. h. Bestimmung von Mann und Material für den Kriegsfall.                                                                            |
| 1400–1410      | Entstehung der Territorialstaaten auf „deutschem“ Gebiet. |
| 1410           | Der Deutsche Orden unterlag bei Tannenberg |
| 1499           | Barthold von Sandbeck (Gut Sandbeck) führte 700 Mann Truppen in die Schlacht bei Weddewarden (Geschichte von Hadeln und Wursten).                                 |
| 1500           | Das Erzstift Bremen gehörte (bis 1648) zum Niedersächsischen Reichskreis.                                                                                         |
| 1507           | Johann Widenbrügge wurde als Propst des Klosters in Osterholz anerkannt.                                                                                          |
| 1513           | Das Kloster in Osterholz wurde Lehnsherr des Gutes Sandbeck. |
| 1515           | Als „Antwort“ auf die Umstände bei Wursten seit 1499 erschien Erzbischof Christoph von Braunschweig-Lüneburg und plünderte unter anderem das Osterholzer Kloster. |
| 1521           | Luther verweigerte Widerruf vor Kaiser Karl V. und schaffte bis 1522 mit seiner Bibelübersetzung die Grundlage einer neuen deutschen Schriftsprache.              |
| 1526           | Erster Reichstag zu Speyer: Konfession wurde durch Landesherren bestimmt.                                                                                         |
| 1531           | Gründung des protestantischen Schmalkaldischen Bundes |
| 1547           | Schlacht bei Drakenburg, Protestanten schlugen katholische Verbände nördlich von Nienburg                                                                         |
| 1550           | Das Osterholzer Kloster wurde endgültig lutherisch. |
| 17. April 1552 | „Satting“ der Basdahler Ritterschaft in Scharmbeck. |
| 1555           | Augsburger Reichs- und Religionsfrieden: „Cuius regio, eius religio“; das Protestantentum breitete sich über Norddeutschland aus.                                 |
| 1570           | Baubeginn am Gut Sandbeck in der bis heute erhaltenen Form |
| 1575           | Erstellung des Herrenhauses auf Gut Sandbeck |
| 1580           | Gut Sandbeck wurde fertiggestellt |
| 1581           | Gründung der Scharmbecker Tuchmacherzunft in Scharmbeck |

Normalerweise tagte die örtliche Ritterschaft in Basdahl. Am 17. April 1552 kam sie jedoch zur Sate beziehungsweise „Satting“ nach Scharmbeck, hier wurde für die gesamte Region die Heeresfolge an Pferden, Fußvolk und Bewaffnung neu festgelegt.

## Dreißigjähriger Krieg bis Hannover 1618–1715
| Zeittafel       | Dreißigjähriger Krieg bis Hannover 1618–1715                                                                            |
| --------------- | --- |
| 25. April 1626  | Graf Mansfeld, der Verbündete der Dänen, erlitt vernichtende Niederlage in der Schlacht bei Dessau.                     |
| 27. August 1626 | Schlacht bei Lutter, Christian IV. erlitt schwere Niederlage: Tilly drängte Dänen aus Norddeutschland zurück            |
| 1629            | Friede von Lübeck |
| 26. Juni 1630   | Schweden unter Gustav II. Adolf landenten auf Usedom.                                                                   |
| 1631            | Schweden erschienen in Osterholz und Scharmbeck                                                                         |
| 1633            | Das Kloster St. Marien wurde endgültig lutherisch.                                                                      |
| 1634            | Roskilde: Schwere Niederlage der Schweden leitete Frieden von 1648 ein.                                                 |
| 1637            | Friedrich wurde Bischof in Bremervörde.                                                                                 |
| 1643            | Rückkehr schwedischer Truppen auf die Osterholzer Geest                                                                 |
| 1648            | Osnabrück, Westfälischer Friede: Osterholz und Scharmbeck fielen an die Schweden, die von hier aus Bremen attackierten. |
| 1652            | Schweden rückten auf die Burg-Lesum-Linie vor.                                                                          |
| 1653            | Schweden eroberten die Lesumer Burg.                                                                                    |
| 1655            | Der Graf von Hessen-Eschwege, (Oberhaupt vom Scharmbeck und Osterholz) starb im polnischen Feldzug der Schweden         |
| 1674            | Schweden bestätigten Elonora Catharina als Erbin und Nachfolgerin.                                                      |
| 1679            | Tod von Elonora Catharina.                                                                                              |
| 24. Juni 1708   | Bestätigung der Scharmbecker Tuchmacherzunft durch die Schweden.                                                        |
| 1712            | Dänen konnten kurzfristig die Osterholzer Geest erobern und „nisteten“ sich in Stade ein.                               |
| 1715            | Frieden von Stockholm. Hannover erwarb die Osterholzer Geest.                                                           |

### Dreißigjähriger Krieg
Da Bremen weiterhin dem katholischen Kaiser treu blieb, rückten zunächst kaiserliche Truppen ins Osterholzer Geestgebiet vor. Damit begann ein mehrmaliges Hin-und-Her auf der „Gemeinen Heerstraße“: Bremen-Bremervörde-Stade-Hamburg, was in etwa der Strecke der heutigen B74 entspricht.
Der dänische König Christian IV. stellte sich zur Verteidigung der norddeutschen protestantischen Stände an deren Spitze. Dänische Truppen verdrängten dann auch zunächst die kaiserlichen Truppen aus weiten Teilen Norddeutschlands, konnten aber nicht weiter vordringen, da die kaiserlichen Truppen weiterhin die Flusslinie von Weser-Oste-Wümme verteidigten. Am 25. April 1626 erlitt Graf Mansfeld, der Verbündete der Dänen, eine vernichtende Niederlage in der Schlacht bei Dessau. Am 27. August 1626 wurden die Dänen in der Schlacht bei Lutter ebenfalls vernichtend geschlagen; katholische Einheiten unter Johann T’Serclaes von Tilly wagten aber zunächst nicht, ihnen bei deren Rückzug auf das Gebiet der Stader Geest zu folgen. Nach dieser Niederlage zogen fast alle norddeutschen Fürsten die Unterstützung für die Dänen zurück. Als sich die Dänen nach Stade zurückzogen, drangen die katholischen Verbände auf die Geest vor und erschienen damit auch in Osterholz und Scharmbeck. 1629 wurde in Lübeck ein Frieden geschlossen; als unmittelbare Folge dieser Niederlage wurde das Kloster Osterholz katholisch und unter den Schweden 1633 wieder protestantisch.
Die Schweden landeten am 26. Juni 1630 mit ihrem König Gustav II. Adolf auf Usedom. Der Erzbischof von Bremen entschloss sich, zu den Protestanten überzuwechseln, und die Schweden schickten ihm eine Armee unter General Åke Tott zur Hilfe. In Osterholz und Scharmbeck tauchten die Schweden auf, um von dort die Lesumlinie zu attackieren. Sie wurden dort von General Gottfried Heinrich zu Pappenheim mit westfälischer Hilfe gestoppt, der dann auf die Osterholzer Geest vorrückte.
In Westerbeck wurden zwei, in Scharmbeckstotel drei und in Ohlenstedt zwei Bauernhöfe verwüstet, in Wiste sollen sogar alle Bewohner geflohen sein.
Die Pappenheimer verweilten nur kurz, da sie von Tilly zur Eroberung der Stadt Magdeburg herangezogen wurden. 1643 kehrten schwedische Truppen nach Osterholz und Scharmbeck zurück, um wenigstens ihre Besitzungen im Norden zu halten; und tatsächlich wurde im Westfälischen Frieden von Osnabrück zwischen Christine von Schweden und Ferdinand 1648 das Gebiet zwischen Bremen, Verden, Weser und Elbe und damit auch die Osterholzer Geest mit Osterholz und Scharmbeck den Schweden zugesprochen. Das heißt, die Bistümer Bremen und Verden wurden als Reichslehen abgetreten, die Aufhebung des Klosters Osterholz 1650 war die direkte Folge davon.

### Schwedische Provinz von 1648–1715
Die Ostsee-Macht Schweden bestand nach dem Westfälischen Frieden auf ihren Obrigkeitsanspruch über den – im Sinne des Merkantilismus – handelstechnischen Konkurrenten Bremen, der als Abwehrmaßnahme unter anderem versuchte, die Hanse wiederzubeleben. De facto bedeutete das Ende des Dreißigjährigen Krieges also keinen Frieden für Osterholz und Scharmbeck, da Schweden ab 1643 die Lesum-Linie attackierte, um die Burg in Lesum einzunehmen (Bremen-Burglesum). Noch 1652 und 1653 lagen deshalb große schwedische Truppenkontingente in den beiden Flecken. Am 14. Juli 1653 rückten die Schweden über Burgdamm ab, und die Eroberung der Lesumer Burg gelang. Sie wurde umgehend geschleift.
Bremen konterte zwar 1654 (Erster Bremisch-Schwedischer Krieg) mit der Zerstörung der schwedischen Schanze in Vegesack, die der schwedischen „Zollschranke“ für Weserschiffe Deckung bot, aber die Schweden schlugen die Bremer zurück und ließen sich auf der 1. Stader Konferenz die Hoheit über Bremen nochmals bestätigen, wenngleich Bremen als Kernstadt weiter unbesetzt blieb.
Offiziell war das Gebiet von Osterholz und Scharmbeck bereits 1648 (durch die schwedische Königin Christina von Schweden) an den Grafen von Hessen-Eschwege übergeben worden. Als dieser jedoch 1655 als schwedischer Befehlshaber nicht aus dem polnischen Feldzug zurückkam, übernahm seine Witwe Elonora Catharina die Regentschaft, und als gebürtige schwedische Prinzessin wurde ihr das Erbe 1674 dann auch endgültig bestätigt.
Die Herrscher über Schweden verfolgten auch weiterhin ehrgeizige Großmachtpläne und verbündeten sich 1675 mit Frankreich gegen den deutschen Kaiser. Das Vorhaben scheiterte, die Schweden mussten sich über die Heerstraße in das zur Festung ausgebaute Stade zurückziehen, was eine erneute Belastung für Osterholz und Scharmbeck nach sich zog.
Im Jahre 1679 nach dem Frieden von Celle blieben die Osterholzer und Scharmbecker weiterhin bis 1692 unter schwedischer Herrschaft, dann starb die „schwedische“ Witwe Elonora Catharina.
Da die Schweden weiterhin an entfernten Schauplätzen Krieg führten und von 1700 bis 1715 im Nordischen Krieg gegen Russland und Dänemark kämpften, rückten 1712 Dänen auf die Osterholzer Geest vor, da die Schweden ihre militärischen Kräfte in Russland versammelt hatten.
Im Jahre 1715 kam es jedoch zu einer umfangreichen Friedenskonferenz in Stockholm, und die Dänen mussten das Gebiet kampflos räumen.
Die Schweden kehrten aber nicht zurück, da sie ihrem diesmaligen Verbündeten aus Hannover das Bistum Verden und das Bistum Vegesack (und damit auch Osterholz und Scharmbeck) zum Kauf anboten. Für sechs Tonnen Gold (etwa 600 Taler) und 277 Taler an Schweden gingen die Gebiete auf das Herzogtum Hannover über. Anzutreffende Behauptungen, die Dänen hätten den Kaufvertrag abgeschlossen, beruhen auf dem Irrtum, die Anwesenheit (Besitz) der Dänen über das Eigentumsrecht der Schweden zu stellen.

## Von Hannover zu Frankreich 1713–1869
| Zeittafel          | Von Hannover zu Frankreich 1713–1869 |
| ------------------ | --- |
| 13. Mai 1713       | Bestätigung der Scharmbecker Tuchmacherzunft durch Hannover. |
| 1715               | Kurfürst Georg Ludwig (Hannover) bestieg als Georg I. den britischen Thron. Hannover erwarb das Herzogtum Bremen-Verden von den Schweden, damit haben Osterholz und Scharmbeck einen britischen König. |
| 1756               | Beginn der Moorkolonisation im Teufelsmoor |
| 1756               | Siebenjähriger Krieg: Hannover unterlag Frankreich und räumt die Osterholzer Geest |
| 8. September 1757  | Zeven: Vertrag überlässt große Teile des Gebietes den Franzosen: Die Franzosen erschienen in Lesum und verlangten Unterhalt aus Osterholz und Scharmbeck.                                              |
| 1758               | Franzosen rückten in Osterholz und Scharmbeck zur Unterstützung ihrer Unterhaltsforderung ein. |
| 10. Januar 1758    | General Diepenbrock eilte den Verteidigern der Linie Ritterhude-Schwanewede zur Hilfe. |
| 11. Januar 1758    | Schweres Gefecht bei Ritterhude. |
| 11/12. Januar 1758 | Franzosen attackierten Ritterhude und Schwanewede. |
| 16. Januar 1758    | Franzosen zogen sich nach Bremen zurück |
| 15. Februar 1758   | Beginn der Offensive zur weiteren Vertreibung der Franzosen |
| 18. Februar 1758   | Die Franzosen verloren Rotenburg. |
| 26. Februar 1758   | Die Franzosen räumten Bremen. |
| 16. Dezember 1773  | Boston Tea Party |
| 1781               | Gründung einer Segeltuchmanufaktur in Scharmbeck |

### Siebenjähriger Krieg
Da Hannover in Personalunion mit dem britischen Thron verbunden war, spielte die Linie Wümme-Lesum als bewaffnete Grenze auch in dieser Zeitphase eine wichtige Rolle. Als nun Großbritannien im Siebenjährigen Krieg (1756–1763) gegen Frankreich kämpfte, kam es südwestlich von Hannover zur Schlacht bei Hastenbeck; die französische Armee siegte, und Hannover zog sich unter Aufgabe der günstigen Aller-Flusslinie nach Norden zurück.
Stattdessen sollte nun aber die Lesum-Wümme-Linie gehalten werden. Als die Franzosen heranrückten, gaben die Hannoveraner jedoch Rotenburg und Ottersberg auf und damit war eine weitere Verteidigung dieses GebietEs sinnlos geworden: Die hannoverschen Truppen zogen sich deshalb aus der Osterholzer Geest in Richtung Bremervörde zurück.
Durch eine Vereinbarung im Kloster Zeven am 8. September 1757 wurde die Osterholzer Geest den Franzosen ausgeliefert, und als ein französisches Kontingent schnell an die Lesum vordrängte, verlangte es deshalb vom Amt Osterholz Mittel zu seinem Unterhalt.
Es war eine eigentümliche Situation: Osterholz und Scharmbeck waren (noch) nicht im Besitz der Franzosen und zum Beispiel Vegesack ist sogar durch eine Offensive von „Regierungstruppen“ in hannoversche Hand zurückgekehrt, aber die Franzosen erpressen ihren Unterhalt von Osterholz und Scharmbeck. Erst als im selben Jahr die Pläne zur Rückeroberung von Rotenburg konkret wurden, rückten die Franzosen in einer Offensive über die Lesumlinie auf Marßel und Ritterhude vor und drangen dann auch in Osterholz und Scharmbeck ein. Jedoch erschienen am 10. Januar 1758 die Hannoveraner unter General Diepenbrock (drei Bataillone, zwei Eskadrone und 600 Mann) zur Unterstützung, da noch Positionen bei Schwanewede und Ritterhude gehalten wurden. Am folgenden Tag kam es zu einem Gefecht bei Ritterhude. Der französische Kommandant Brogelio versuchte noch in der Nacht vom 11. zum 12. Januar 1758 einen erneuten Vorstoß auf Ritterhude und Schwanewede, scheiterte jedoch und zog sich zurück, wobei Bremen insofern behilflich war, als dort am 16. Januar freiwillig die Stadttore geöffnet wurden.
Da die Franzosen aus Verden Verstärkung erhielten, verblieben die Hannoveraner vorsichtshalber östlich der Lesum in St. Magnus und Ritterhude. Zur endgültigen Vertreibung der Franzosen sollte General von Diepenbrock nach Bremen und General von Wangenheim nach Rotenburg vorstoßen. Die Aktionen begannen am 15. Februar 1758, und da Rotenburg bereits am 18. Februar 1758 eingenommen werden konnte, verließen die Franzosen den gesamten Raum um Ottersberg. Am 26. Februar gelang über Ritterhude und Lesum auch die „Befreiung“ Bremens.
Zu einer erneuten Besetzung von Osterholz und Scharmbeck durch Frankreich kam es im Siebenjährigen Krieg dann nicht mehr, obwohl diese Gefahr bis Kriegsende latent blieb. Die friedliche Phase wurde 1773 zu einer Grenzreform zwischen Bremen und Hannover unter anderem bei Blumenthal und Schönebeck genutzt; die vorhandenen Flecken wurden bestätigt und Neu-Vegesack (sozusagen ‘Neubaugebiet’) trat hinzu.

### Der Nordamerikanische Unabhängigkeitskrieg 1774–1783
Auch das amerikanische Streben nach Autonomie hatte Spuren in der Region.
Hintergrund: Der Frieden von Paris (1763) beendete nicht nur den Siebenjährigen Krieg, sondern hinterließ nur noch einige französische Restbesitzungen auf dem Nordamerikanischen Kontinent. Doch gerade der Umstand des britischen Sieges schürte die Unzufriedenheit in Nordamerika und leistete seinen Beitrag zur „Boston Tea Party“ von 1774.
Großbritannien versuchte, die separatistische Bewegung seiner Kolonie niederzuschlagen, und bekanntermaßen sanierten einige deutsche Landesfürsten (insbesondere Hessen) ihre Haushalts- und Kassendefizite durch die Lieferung frisch „ausgehobener“ Truppen an die Briten: 20.000 „Deutsche“ wurden nach Übersee verschifft. Dies geschah größtenteils im Geestemünder Hafen (Bremerhaven-Lehe), weshalb sie auch in Osterholz und Scharmbeck Quartier nahmen; auch der große Rückstrom aus Übersee an Kriegsversehrten lief dann über diesen Hafen. So verfügte die Region wohl über Informationen der Niederlage von Großbritannien in Übersee aus erster Hand.

### Die Französische Revolution von 1789
Die Französische Revolution wird heute als Endpunkt des Absolutismus angesehen, wenngleich erst Napoleon Bonaparte in den Jahren 1799 bis 1815 mit seinen erfolgreichen Angriffen als Vollstrecker im Rest von Europa auftrat. Politisch gesehen waren die Verhältnisse dieser Zeit auch im Herrschaftsgebiet von Hannover verwickelt.
Anfänglich befand sich das revolutionäre Frankreich zunächst in Abwehr ausländischer Interventionsheere, in denen auch Einwohner aus Osterholz und Scharmbeck dienten. 1794–1797 starben zehn Personen für die Briten, ohne deren Niederlage verhindern zu können. Auf den Friedenskonferenzen schieden 1795 Preußen und 1797 Hannover aus der Koalition gegen Napoleon aus. Als Hauptgegner von Frankreich blieb so nur noch Großbritannien übrig, und nachdem die direkte Bedrohung abgewendet worden war, entschloss sich Frankreich nun selbst, in die Offensive zu gehen.
Napoleon überzeugte 1798 das französische Revolutionskomitee, in Ägypten vorzugehen, da ein direkter Angriff auf die britische Insel wegen der Überlegenheit der britischen Seestreitkräfte als unmöglich eingeschätzt wurde. Diese Auseinandersetzung der beiden Großmächte versuchten andere europäische Staaten lokal zu nutzen, um ihren Einflussbereich in Mitteleuropa auszubauen: So hatte sich Preußen 1800 der von Russland kontrollierten Nordischen Seeneutralität angeschlossen, die sich gegen die Briten richtete.
Da der verwundbarste (weil erreichbare) Teil des britischen Empire Hannover war, drangen 1801 preußische Truppen dort ein. Am 19. April besetzten Preußen auch die Osterholzer Geest. Die Truppen rückten jedoch schnell weiter vor, und im Sommer war das Gebiet bereits wieder frei von ihnen. Da nun Großbritannien und Frankreich 1801 den Friede von Lunéville unterschrieben hatten, zogen sich die Preußen aus dem Herrschaftsbereich von Hannover wieder über die altbekannte Heerstraße Bremen-Bremervörde zurück und passierten so das Gebiet von Osterholz erneut.

## Französische Revolution bis Waterloo 1789–1815
| Zeittafel         | Französische Revolution bis Waterloo 1789–1815                                                   |
| ----------------- | ------------------------------------------------------------------------------------------------ |
| 1789              | Französische Revolution                                                                          |
| 1795              | 1. Friede von Basel: Ausscheiden Preußens aus der Anti-Frankreich-Koalition                      |
| 1797              | 2. Friede von Basel: Ausscheiden Hannovers                                                       |
| 19. April 1801    | Preußische Soldaten erreichten bei der Besetzung Hannovers Osterholz und Scharmbeck.             |
| 3. Januar 1802    | Konvention von Sulingen sprach unter anderem Osterholz und Scharmbeck den Franzosen zu.          |
| 24. Juni 1803     | 1000 französische Reiter rückten ein.                                                            |
| 1806              | Napoleon besetzte im Zuge des vierten Koalitionskrieges die Stadt Hamburg.                       |
| 14. Oktober 1806  | Preußen verlor die Schlachten bei Auerstedt und Jena.                                            |
| 2. Februar 1807   | Holländisches Infanterie-Regiment rückte in Osterholz und Scharmbeck ein.                        |
| 18. Oktober 1807  | Völkerschlacht bei Leipzig                                                                       |
| 24. Dezember 1807 | Französische Husaren erschienen in Osterholz und Scharmbeck.                                     |
| 1812              | Russlandfeldzug Napoleons; auch Männer aus Osterholz und Scharmbeck waren zwangsweise dabei.     |
| 1813              | Aufstände in Wursten, Lehe, Osterholz, Scharmbeck etc. gegen die Franzosenbesatzung.             |
| 25. März 1813     | Niederschlagung bzw. Ende des Aufruhrs; russische Kosaken verdrängen die Franzosen               |
| 3. November 1813  | Wiedereinsetzung des Herzogtumes Hannover                                                        |
| 31. Dezember 1814 | „Aushebung“ der 18- bis 30-Jährigen                                                              |
| 4. November 1814  | „Aushebung“ der 30- bis 40-Jährigen                                                              |
| 18. Juni 1815     | Schlacht bei Waterloo: Osterholzer Regiment kämpfte unter Wellington. Hannover wurde Königreich. |

### Waterloo
Zwar war am 3. November 1813 das Herzogtum Hannover wieder eingesetzt worden, aber das stellte zunächst allenfalls einen Verwaltungsakt dar, denn Hannover verfügte kaum über bewaffnete Einheiten, um seinen Anspruch auch physisch durchzusetzen: Napoleon war zwar zurückgetrieben worden, musste aber noch endgültig geschlagen werden.
Deshalb wurden – nach preußischem Vorbild – auch im Bereich Osterholz einige Jahrgänge „ausgehoben“. Davon waren die 18- bis 30-Jährigen am 31. Dezember 1813 und am 4. Januar 1814 sogar die 30- bis 40-Jährigen betroffen. Zwar hatten inzwischen die „Alliierten“ auch in Frankreich die napoleonischen Heere geschlagen, hatten am 31. März 1813 Paris besetzt und am 30. Mai 1813 Frieden geschlossen, aber die militärische Ausbildung in Osterholz ging unvermindert weiter.
Als Napoleon aus seiner Internierung auf Elba zurückkehrte, rückte auch das Osterholzer Regiment ab und nahm am 18. Juni 1815 an der Schlacht bei Waterloo unter Wellington teil. Das Osterholzer Regiment gehörte also nicht zu den „verspätet“ eintreffenden Preußen, sondern kämpfte aufgrund der britisch-hannoverschen Personalunion direkt unter Wellington. Weitere Einsätze führten das Osterholzer Regiment nach Ostende und im selben Jahr noch weiter tief in Belgien hinein, bevor die Soldaten zurückkehren durften.

### Geschichte von Nachbarregionen
- Hamburger Franzosenzeit

## Vom Königreich Hannover zu Preußen 1815–1871
| Zeittafel         | Vom Königreich Hannover zu Preußen 1815–1871 |
| ----------------- | --- |
| 1815              | Hannover wird Königreich. |
| 1830              | Garlstedt: Straßenneubau förderte Lure zu Tage. |
| 1837              | Tod von König Wilhelm IV.; Ende der Personalunion von Hannover mit Großbritannien; die Region hatte keinen „britischen“ König mehr. Ernst August wurde König in Hannover. |
| 1848              | Revolution von 1848: Zechpreller mit Revolutionslosung führten zur Bildung einer Bürgerwehr.                                                                              |
| 1848              | Beginn des Schleswig-Holsteinischen Krieges (1848–1851). |
| 1850              | Rückkehr der Soldaten aus Schleswig-Holstein |
| 1853              | Gründung des Osterholzer Erntefestes |
| 7. August 1862    | König Georg V. weihte die Eisenbahnlinie Bremen-Geestendorf (heute Bremerhaven) ein.                                                                                      |
| 27./28. Juni 1866 | Schlacht bei Langensalza: Hannover unterlag Preußen, welches dadurch auch Osterholz und Scharmbeck gewann.                                                                |
| 1870              | Osterholzer Rekruten nahmen am Deutsch-Französischen Krieg teil. |
| 18. Januar 1871   | Deutsche Reichsgründung in Versailles |

### Hannoversches Königreich 1815–1866
1815 wurde das Herzogtum Hannover ein Königreich, die Personalunion mit Großbritannien blieb bis 1837 erhalten, dann starb König Wilhelm IV. In Hannover war eine Frau auf dem Thron nicht zulässig, und so konnte die neue britische Königin Victoria den Thron in Hannover nicht einnehmen. Damit war die Personalunion beendet, Ernst August, Duke of Cumberland, wurde König von Hannover.
Vor Ort hatte das allerdings keine spürbaren Auswirkungen; allenfalls die Ablösung des Zehnten und anderer feudalistischer Lasten waren vor Ort von Interesse. Durch Auszahlung der Fronlast bzw. deren Umlage als Hypothek konnte diese Problematik jedoch zwischen 1831 und 1890 friedlich geregelt werden; als Berechnungsgrundlage diente dabei das 25-fache des jährlichen Ertragswertes.
Auch die Ereignisse der Revolution von 1848 hatten keine direkten Auswirkungen; es wurde lediglich von zwei Betrunkenen berichtet, die unter dem Revolutionsmotto „Gleichheit und Brüderlichkeit“ als Zechpreller auftraten, einen Zeche fordernden Wirt verprügelten und auf ihrem Weg ein paar einfachere Gemüter erschreckten, weshalb sich in Scharmbeck eine Bürgerwehr gründete, die sich später friedlich in einen Schützenverein umwandelte. Am 7. August 1862 besuchte der neue König Georg V. Osterholz und Scharmbeck, da es galt, die Eisenbahnlinie zwischen Bremen und Geestemünde (Bremerhaven) in Betrieb zu nehmen. Da sich Osterholz und Scharmbeck nicht auf eine gemeinsame Lösung einigen konnten, wurde der Bahnhof genau zwischen den beiden Flecken errichtet und dort wurde als Stationsbezeichnung bereits die später gemeinsame Bezeichnung Osterholz-Scharmbeck angebracht.
Es blieb nicht lange friedlich. In Preußen drohte ein Verfassungskonflikt zwischen Militär und Bürgertum, da das Parlament die Roonsche Heeresreform nicht mittragen wollte. Um eine erneute Revolution des Bürgertums à la 1848 zu verhindern, liebäugelten Militärs (von Manteuffel) bereits mit einem Putsch, als Otto von Bismarck einen „außenpolitischen“ Ausweg fand. Die bürgerliche Forderung nach nationaler Einheit wurde übernommen, damit konnte das nationale vom liberalen Bürgertum abgespalten werden. Da Bismarck nun die Vereinigung militärisch betreiben wollte, war damit auch der Weg für die Heeresreform geebnet.
Bereits in den Jahren von 1848 bis 1851 wurde im Schleswig-Holsteinischen Krieg der Norden Deutschlands von den Dänen „befreit“, und Hannover (damit auch hiesige Bürger) hatte daran mitgewirkt, um dann das nächste „Fusions-Opfer“ der preußischen „Nationalen Vereinigung“ zu werden. Hannover widersetzte sich zunächst und dabei wurde die neue Verkehrsanbindung genutzt, um hannoversche Truppen auf die Eisenbahn zu verladen; allerdings zeigten sich die Preußen wohl wenig beeindruckt, denn am 27/28. Juni 1866 bei Langensalza wurde Hannover noch hauptsächlich „per pedes“ besiegt; Osterholz und Scharmbeck kamen unter preußische Verwaltung.
Bereits 1870 wurden die 1866 entlassenen ehemaligen Soldaten wieder „in Dienst“ gestellt; der Deutsch-Französische Krieg von 1870/71 wurde ausgefochten und endete mit dem Friedensvertrag inklusive Reichsgründung in Versailles am 18. Januar 1871.
Zum Andenken an die Gefallenen errichtete die Amtsversammlung des Flecken Scharmbeck ein Denkmal (Kreuzung Osterholzer Straße/Bahnhofstraße) mit den Namen der Toten.

## Deutsches Reich 1871–1918
| Zeittafel       | Deutsches Reich 1871–1918                                                                                       |
| --------------- | --- |
| 18. Januar 1871 | Deutsche Reichsgründung in Versailles                                                                           |
| 1873            | Gründung der Reiswerke am Osterholzer Bahnhof                                                                   |
| 1875            | Gründung und Erstausgabe des Osterholzer Kreisblatts                                                            |
| 1885            | Preußische Kreisreform                                                                                          |
| 1901            | Das Telefon kam in die Stadt; 17 Anschlüsse wurden gelegt. Zentrale ist das Postamt.                            |
| 1911            | Eröffnung der Bahnstrecke Bremervörde–Osterholz-Scharmbeck                                                      |
| 1914–1918       | Erster Weltkrieg: Bürger errichteten danach Kriegerdenkmäler, unter anderem Scharmbeck, Lintel, Buschausen etc. |

## Stadtwerdung
Im Jahre 1885 stellten die Preußen die Verwaltung um, so wurde unter anderem der Regierungsbezirk Stade geschaffen und der Landkreis Osterholz wurde durch Zusammenlegung des Amtes Lilienthal mit Osterholz gebildet. Osterholz und Scharmbeck begannen, aufeinander zuzuwachsen, und schon früh kam bei der preußischen Verwaltung der Wunsch nach weiteren Reformen auf; darunter auch die Bildung eines Zusammenschlusses von Osterholz und Scharmbeck zur Stadt.
Derartige Überlegungen wurden allerdings wohl durch den Ersten Weltkrieg (1914–1918) zurückgestellt, in dem 213 Personen aus Osterholz-Scharmbeck und den späteren Stadtgebieten umkamen. Ihnen wurde in Scharmbeck (Marktplatz) und am Friedhof in Osterholz ein Ehrenmal errichtet. Allerdings wurde die kleinere Scharmbecker Gedenkstätte auf dem Marktplatz am 8. Dezember 1964 durch einen Lastkraftwagen gerammt und zerstört. Ein Neubau wurde 1966 am Volkstrauertag im neuen Stadtpark errichtet.

## Weimarer Republik: Stadtwerdung 1918–1932
| Zeittafel        | Weimarer Republik: Stadtwerdung 1918–1932                                           |
| ---------------- | ----------------------------------------------------------------------------------- |
| 4. Februar 1919  | Spartakisten aus Bremen besetzten das Postamt und unterbrachen den Telefonverkehr   |
| 1922             | Besiedelung des Gebietes „Karlstraße“                                               |
| 3. Januar 1926   | Volksabstimmung über Zusammenschluss; Bevölkerung von Osterholz lehnt ab            |
| 24. Mai 1927     | Preußischer Landtag beschließt Vereinigung von Osterholz und Scharmbeck             |
| 1929             | Gründung des Heimatmuseums in Osterholz                                             |
| 25. Oktober 1929 | Preußisches Staatsministerium erhob Osterholz und Scharmbeck zur gemeinsamen Stadt. |
| 12. Februar 1930 | Genehmigung zur Führung des Stadt-Wappens für Osterholz-Scharmbeck                  |
| 1932             | Eingliederung des Landkreises Blumenthal in den Landkreis Osterholz                 |

Trotz anhaltender Not mit Bezugsscheinen und der Inflation konnte 1922 mit der Besiedelung im Gebiet der heutigen „Karlstraße“ und der „Langen Straße“ begonnen werden. Weitere Besiedlungen mit Einfamilienhäusern in Vor- und Hintergärten, schufen die Straßen: Klosterkamp, Auf dem Kamp, Gartenstraße, Schillerstraße, Goethestraße etc., wodurch die Grundlage für den späteren Slogan „Gartenstadt am Teufelsmoor“ gelegt wurde, der allerdings später durch den Satz „offen und sympathisch“ abgelöst wurde.
Mit der Gemeindereform von 1927 sollte die Idee einer gemeinsamen Stadt wieder aufgenommen werden. In einem Volksentscheid verweigerten sich jedoch die Osterholzer einem Zusammenschluss mit den Scharmbeckern.
Der Landkreis Osterholz und der Bezirksausschuss Stade begannen deshalb administrativen Druck auszuüben; und gleichzeitig nutzte der Preußische Landtag seine legislativen und exekutiven Möglichkeiten, indem er am 24. Mai 1927 die Zusammenlegung zu einem gemeinsamen Flecken von 2200 ha mit 5680 Einwohnern beschloss. Am 25. Oktober 1929 wurde Osterholz-Scharmbeck zur Stadt erhoben und erhielt am 12. Februar 1930 die Genehmigung zur Führung eines Stadtwappens. Im September 1936 vergrößerte sich dann noch einmal das Stadtgebiet, da Buschhausen, Lintel, Scharmbeckstotel, Westerbeck und ein Teil von Hülseberg eingegliedert wurden, wodurch bis 1939 die Einwohnerzahl etwa 7500 Personen betrug.

## Der Weg in den Krieg 1933–1939
| Zeittafel        | Der Weg in den Krieg 1933–1939                                                                                 |
| ---------------- | --- |
| 1933             | Errichtung des Wasserturms in Osterholz-Scharmbeck (63,42 m ü. NN)                                             |
| 30. Januar 1933  | Adolf Hitler wurde zum Reichskanzler ernannt (siehe Machtergreifung)                                           |
| 5. März 1933     | Reichstagswahl 1933: in Osterholz-Scharmbeck wurde die NSDAP stärkste Partei.                                  |
| 12. März 1933    | Wahl der Gemeinderatsvertretung im Landkreis Osterholz                                                         |
| 3. Juli 1938     | „Tag des Kreises“: Aufmarsch von 5500 Uniformierten: SA, SS, Wehrmacht, HJ, Reichsarbeitsdienst (RAD) etc.     |
| 1. November 1939 | Kreisreform: Blumenthal, Aumund, Lesum, Grohn, Schönebeck, Farge etc. gehen vom Landkreis Osterholz an Bremen. |

### Arbeitslosigkeit und Nationalsozialismus
Osterholz-Scharmbeck war in den 1930er Jahren eine beschauliche Kleinstadt mit etwa 7000 Einwohnern. Insbesondere als 1931 die Frerichs-Werke geschlossen wurden, schoss die Anzahl der Arbeitslosen in die Höhe. Am 1. Januar 1933 waren rund 700 (etwa zehn Prozent) der Osterholz-Scharmbecker ohne Arbeit. Allerdings hatte dies zunächst keine Auswirkungen auf die Mitgliederstärke der NSDAP. Die viel benutzte Formel „Arbeitslosigkeit gleich Mitgliederzuwachs“ erwies sich für Osterholz-Scharmbeck als zu einfach.
Hatte die NSDAP 1931 etwa 31 Mitglieder in Osterholz-Scharmbeck, so konnte sie ihre Stärke bis Ende 1932 verdoppeln, doch erst der Zuwachs von 1933 von rund 153 auf 229 Mitglieder bewirkte einen ersten deutlichen Schub, nachdem Adolf Hitler am 31. Januar 1933 durch Hindenburg zum Reichskanzler ernannt wurde und im selben Jahr das Ermächtigungsgesetz den Beginn der Diktatur des Dritten Reichs eingeläutet hatte. Vielen Neumitgliedern kann demzufolge ein gewisser Opportunismus nicht abgesprochen werden. 1937 verfügte die Partei in Osterholz-Scharmbeck über 793 Mitglieder und es wurde eine Teilung in eine Osterholzer und eine Scharmbecker Ortsgruppe vorgenommen.
Auch in Osterholz-Scharmbeck wurden die Geschäfte der mittelständischen Kaufleute und Handwerker durch Arbeitslosigkeit, anhaltende Wirtschaftskrise und dem Verfall der Kaufkraft zunehmend bedroht. Aus diesem dem sozialen Abstieg ausgesetzten Mittelstand entwickelte sich das Rückgrat des Nationalsozialismus. So wurde die Scharmbecker Ortsgruppe der NSDAP durch einen Schlachtermeister und die Osterholzer Ortsgruppe durch einen Klempnermeister geleitet, der „Führer“ der SS war Uhrmachermeister. Noch heute gibt es Schwierigkeiten, die Namen öffentlich – etwa in der Presse – zu nennen, da die Nachfahren in der Stadt leben.
Im Wesentlichen lassen sich folgende Punkte bei der Beseitigung der damaligen Arbeitslosigkeit herausstellen:
- Erstens fungierte das beispiellose Aufrüstungsprogramm als quasi präkeynesianisches Beschäftigungs- und Konjunkturprogramm.
- Zweitens bot die ideologische Manifestierung alter Familien- und Rollenbilder, in denen die Frau als Reproduktionsfaktor vor dem Erwerbsleben „verschont“ bleibt, praktische Ansätze, das Angebot an Arbeitskräften zu reduzieren. So wurden 1933 Eheleute mit einem „Ehestandsdarlehen“ von 1000 Reichsmark belohnt, wenn die zukünftige Braut ihren alten Arbeitsplatz räumte.
- Drittens war die Aufhebung des Versailler Vertrag mit dem Wegfall der Rüstungsbeschränkungen verbunden; es bot sich nun die Möglichkeit zur Aufstellung eines großen Heeres.

Neben der Möglichkeit der nun ungehemmten Waffenproduktion wurde im Prinzip die gesamte Bevölkerung mehr oder minder militarisiert; d. h. Uniformen und paramilitärisches Verhalten in entsprechenden Verbänden und Organisationen breiteten sich aus. Allein die SA zählte 1938 in Osterholz-Scharmbeck rund 238 Mitglieder; im selben Jahr (3. Juli 1938) marschierten 5500 Uniformierte (SA, SS, Wehrmacht, Reichsarbeitsdienst, Hitlerjugend etc.), am „Tag des Kreises“ durch die Stadt.
Auch die Kasernierung der Bevölkerung nahm zu, wurden doch die Arbeitslosen im wahrsten Sinne des Wortes von der Straße geholt und befanden sich nun zum Beispiel in Lagern des RAD in Hüttenbusch (Mühlendamm).
Dort konnten – auf einer einen Hektar großen Fläche – vor und während des Krieges in zwölf U-förmig angeordneten Baracken 200–300 Menschen untergebracht werden, die eigentlich zur Kultivierung des Moores eingesetzt wurden. Tatsächlich baute aber zum Beispiel die ABT. 4/171 (später 177), bis zu ihrer Verlegung im Jahr 1938, Häuser und Gebäude.

### Kindheit und Schulunterricht
Die Erziehung im gesamten Reichsgebiet muss als gleichgeschaltet bezeichnet werden. „Hände falten, Köpfchen senken – immer an Adolf Hitler denken“ wurde auch in den Kindergärten der NSV (Nationalsozialistische Volkswohlfahrt) in Osterholz-Scharmbeck gelehrt. Insbesondere Parteimitglieder traten aus der Kirche aus und schickten ihre Kinder in diese Kindergärten. Gerade aber durch außerschulische Aktivitäten versuchte das Regime die Jugend unter Kontrolle zu bekommen: Zwei Nachmittage in der Woche verbrachten die 10- bis 13-jährigen Jungen im Jungvolk und die Mädchen im Jungmädelbund. Die Hitlerjugend (HJ) war 1926 als Parteijugend gegründet worden und avancierte am 1. Dezember 1936 offiziell zur „Staatsjugend“, die als Dachorganisation der erstgenannten Organisationen fungierte; das heißt mit 14 bis 18 Jahren kamen die Jugendlichen dann in die „eigentliche“ HJ (bzw. die Mädchen in den Bund Deutscher Mädel, kurz BDM genannt), um endgültig im Sinne des Regimes sozialisiert zu werden. Aus Rücksicht auf diese Nachmittagsveranstaltungen gab es für die 10- bis 14-Jährigen am Mittwoch und am Sonnabend auch in Osterholz-Scharmbeck keine Hausaufgaben, was die Beliebtheit dieser Organisationen bei den Kindern und Jugendlichen gesteigert haben dürfte.
Insbesondere in den „Reichsfilmstunden“ der Hitlerjugend im Centralkino (Poststraße) oder Atlantic-Kino (Bahnhofstraße) nutzten die Nazis die Möglichkeit, die Jugend propagandistisch zu gewinnen: Filme wie „Der ewige Jude“ nährten den Antisemitismus, später „Junge Adler“ die Kriegsbegeisterung etc. Da die NSDAP mit steigenden Mitgliederzahlen in eine Osterholzer und eine Scharmbecker Ortsgruppe aufgeteilt wurde, galt diese Aufteilung auch für die Jugendorganisationen.
Abgesehen davon wurden im Sinne der Hitler-Doktrin: „Flink wie Windhunde, zäh wie Leder und hart wie Kruppstahl“ die Jugendlichen ohnehin nicht „verzärtelt“, und so bekämpften sich diese beiden Ortsgruppen (im Sinne der alten „Feindschaft“ der Ortsteile) ebenfalls, Rangeleien zum Beispiel im Osterholzer Stadtwald wurden genannt.
Diese „lautstarken Übungen“ endeten jedoch bald, und mit zunehmender Kriegsdauer wurden generell die organisierten Veranstaltungen selten. An ihre Stelle traten die Luftschutzkurse- und Übungen, die (wohl etwa ab Mitte 1943) abends und sonntags stattfanden. Der Unterricht wurde stark gekürzt, insbesondere im Luftraum über Heißenbüttel sind die Kinder morgens unausgeschlafen, da fast jede Nacht Luftkämpfe über den Häusern stattfanden, während in Hambergen die Aktivität der nahen FLAK keinen Schlaf zuließ. Aber auch im Kern von Osterholz-Scharmbeck zerrten die ständigen Luftalarme an der Konzentrationsfähigkeit, weshalb ganze Schulklassen im Sinne der Kinderlandverschickung nach Polen/Zakopane gebracht wurden. Als aber auch dort die Front näher rückte, setzte der Rücktransport ein.
Trotzdem wurde auch 1944, als bereits viele Familien Angehörige im Krieg verloren hatten, die Begeisterung der Jugendlichen in der Regel ungebrochen. Im Spätherbst wurden auch die 12- bis 14-Jährigen aus Osterholz-Scharmbeck in Ritterhude im Reichsarbeitsdienstlager der „Delta-Straße“ an Panzerfäusten und Gewehren ausgebildet. Wegen der schnell fortschreitenden militärischen Lage blieb ihnen jedoch ein Einsatz erspart, was zum damaligen Zeitpunkt die Betroffenen möglicherweise, mit einer nachweislichen Ausnahme (siehe weiter unten und Kurt Albrecht), bedauert haben mögen.

### Politische Verfolgung
Generell konnte jeder Opfer des neuen Regimes werden. Insbesondere (im Zusammenhang mit der sogenannten Machtergreifung) wurden im März 1933 Mitglieder der KPD verhaftet, dann folgten die Sozialdemokraten der SPD und schließlich auch andere Personengruppen:
- Heinrich Horstmann (SPD) wurde monatelang in einem Arbeitslager interniert.
- Der parteilose (nach dem Krieg CDU) Worpsweder Maler Bernhard Huys (1895–1973) erhielt wegen „Abhörens ausländischer Sender“ und „Verächtlichmachung des Führers“ zwei Jahre Zuchthaus.
- Der Lilienthaler Superintendent Friedrich Frerichs erhielt eine mehrwöchige Haftstrafe, da er trotz Gestapo-Verbots die Glocken bei der Beerdigung der hingerichteten Cato Bontjes van Beek hatte läuten lassen.

### Antisemitismus
War die Erziehung und Gleichschaltung der Gesellschaft als konsequente Umsetzung des Führerkults zu verstehen, gab es daneben nur noch ein wirklich übergreifendes ideologisches Prinzip der Nazi-Diktatur: den Antisemitismus. Dieser wurde systematisch in die Köpfe der Bevölkerung projiziert, daneben wurde jedoch die Diskriminierung und Desintegration von Juden vor allem administrativ vorangetrieben.
Das erste jüdische Opfer der Stadt war 1933 der Kaufmann Moritz Meibergen, der sich auf Geschäftsreise befand und in Ahlhorn von SA-Angehörigen erschlagen wurde.
In Osterholz-Scharmbeck befand sich die größte jüdische Gemeinde im Regierungsbezirk Stade, die – für Deutschland eigentlich üblich – fast vollständig integriert in den städtischen Gemeinschaften eingebettet waren. Am Fall von Annelie Müller wird die Systematik der Desintegration deutlich; infolge der „Nürnberger Gesetze“ vom 15. September 1935 zur „Reinhaltung der arischen Rasse“ erhielten ihre Eltern 1937 einen Brief, in dem der Zwölfjährigen die Teilnahme am Turnunterricht ihrer Klasse untersagt wurde. Da im Juni 1936 das Gesetz über die Enteignung der Juden folgte, musste die gesamte Familie kurze Zeit später in das sogenannte „Judenhaus“ (Bördestraße 20) umziehen. Dort erlebte sie am 9. November 1938 die „Reichspogromnacht“, in der auch in Osterholz-Scharmbeck SA-Schlägertrupps Häuser und Menschen überfielen, letzteren schwerste Körperverletzungen zufügten und Eigentum und Inventar zerstörten.
Anneliese Müller schilderte später die Ereignisse im „Judenhaus“ folgendermaßen:
„Vier oder fünf SA-Leute hätten unten [dort war die Familie Meyer-Rosenhoff untergebracht worden] alles kurz und klein geschlagen. Fenster, Möbel, alles war kaputt. Wie sie den Meyer-Rosenhoff verprügelt haben – furchtbar“.
In Osterholz-Scharmbeck wurde in dieser Nacht 1865 eingeweihte Synagoge in der Bahnhofstraße aufgebrochen, das Gestühl zerschlagen, die Inschrift in hebräischer Sprache über der Tür zerstört und alles in Brand gesteckt. Das Gebäude blieb, da der Brand noch rechtzeitig gelöscht werden konnte, als ganzes intakt und wurde ab Oktober 1939 als Luftschutzschule verwendet. SA-Männer schändeten darüber hinaus auch den jüdischen Friedhof, indem sie Grabsteine umwarfen. Eine Berufsausbildung von Annelie Müller wurde verhindert, da das Reichsbürgergesetz auch sogenannten „Halbjuden“ die Berufsausbildung zur Verkäuferin versagte. Anneliese Müllers Vater Wilhelm Aron wurde zumindest nicht in ein osteuropäisches Vernichtungslager deportiert, sondern konnte aus dem KZ Buchenwald zurückkehren.

## Zweiter Weltkrieg/Alliierter Vormarsch auf Osterholz 1939–1945
| Zeittafel          | Zweiter Weltkrieg/Alliierter Vormarsch auf Osterholz 1939–1945                                                                                       |
| ------------------ | --- |
| 1939               | Anteil der freiwilligen „Fremdarbeiter“ in Niedersachsen bereits bei 14 % aller Erwerbstätigen.                                                      |
| 1. September 1939  | Beginn des Zweiten Weltkrieges |
| 22. August 1940    | britischer Luftangriff auf den Bahnhof Osterholz-Scharmbeck um 02:35 Uhr.                                                                            |
| 20. Januar 1942    | Die Wannseekonferenz leitete die sogenannte Endlösung der Judenfrage ein.                                                                            |
| 23. September 1943 | Ein Lancaster-Bomber mit kanadischer Besatzung stürzte in Lintel ab.                                                                                 |
| 24. Mai 1944       | Beim Angriff auf den Oldenbüttler Bahnhof wurde eine US-amerikanische Mustang abgeschossen.                                                          |
| 20. März 1945      | Erster ostpreußischer Flüchtlingstreck erreichte das Kreisgebiet.                                                                                    |
| 10. April 1945     | Hannover: Einnahme durch die 9. US-Armee |
| 16. April 1945     | 2. britische Armee erreichte Bremen. |
| 18. April 1945     | Briten und Amerikaner eroberten Verden, und die Lüneburger Heide wurde nordwestlich von Uelzen erreicht.                                             |
| 19. April 1945     | Die Wehrmacht wurde westlich der Weser auf Delmenhorst zurückgedrängt. Britische Panzerverbände rückten durch die Lüneburger Heide in Richtung Elbe. |
| 20. April 1945     | Britischer Luftangriff auf die Munitionsanstalt Lw. 2/ IX, MUNA Lübberstedt                                                                          |
| 21. April 1945     | Schwere Kämpfe bei Delmenhorst |
| 23. April 1945     | Schwere Kämpfe auf der Linie Verden-Aller / Stade-Elbe                                                                                               |
| 25. April 1945     | Die Briten drangen in südliche und südöstliche Stadtteile von Bremen ein.                                                                            |
| 26. April 1945     | Die Hammebrücken (auch die bei Tietjens-Hütte) wurden gesprengt. Berlin: Innerer Verteidigungsring wurde durchbrochen.                               |
| 27. April 1945     | In Bremen wurde nur noch der Nordosten von der Wehrmacht gehalten.                                                                                   |
| 28. April 1945     | Eisenbahngeschütz beschoss Briten. |
| 28. April 1945     | Hinrichtung des 17-Jährigen „Deserteurs“ Kurt Albrecht auf dem Schützenplatz.                                                                        |
| 30. April 1945     | Frontverlauf etwa Bahnstrecke Bremervörde–Osterholz-Scharmbeck                                                                                       |
| 1. Mai 1945        | Starke Tieffliegertätigkeit im gesamten Norddeutschen Raum                                                                                           |
| 2. Mai 1945        | Hamburg wurde nicht verteidigt. Briten standen am Kaiser-Wilhelm-Kanal.                                                                              |
| 3. Mai 1945        | Wehrmacht und Flugabwehr wurden aus Osterholz-Scharmbeck abgezogen.                                                                                  |
| 4. Mai 1945        | Bei Bremervörde gingen die Briten weiter vor, nachdem am Vortag Hamburg eingenommen worden war.                                                      |
| 5. Mai 1945        | Kampfruhe im gesamten norddeutschen Raum. |
| 7. Mai 1945        | Eine britische Panzervorhut erreichte kampflos den Stadtkern von Osterholz-Scharmbeck.                                                               |
| 9. Mai 1945        | Mitternacht: Kapitulation der gesamten Wehrmacht. |

### Luftkrieg über Osterholz-Scharmbeck
Vor allem die Erhebungen in Worpswede und der Weyerberg gehörten zum Abwehrgürtel um Bremen, aber auch im heutigen Stadtgebiet in Scharmbeckstotel (Settenbeck) und Wümmesiel wurden bald Flak-Batterien der 8. Flakdivision aus Bremen aufgestellt.
Im Sommer 1940 gehörten Bahnhöfe in Norddeutschland zu den Zielen der Briten, um einen möglichen Landungsversuch – es fand gerade die sogenannte „Luftschlacht um England“ statt – zu erschweren, und am 22. August 1940 (2:35 Uhr) wurde auch der Schienenstrang von Osterholz-Scharmbeck angegriffen. Ein Bahnangestellter wurde durch Bombensplitter verletzt, an den Bahnhofsgebäuden und angrenzenden Häusern entstand erheblicher Schaden.
Bremen selbst war bereits am 18. Mai 1940 angegriffen worden; bei den insgesamt 192 „Raids“ auf Bremen, insbesondere den großen Angriffen, musste auch die Osterholz-Scharmbecker Feuerwehr zu Einsätzen nach Bremen und natürlich auch zum Feuersturm nach dem vernichtenden Angriff in Hamburg von 1944.
Zwar blieb auch der Landkreis Osterholz selbst Ziel von Luftangriffen, aber insbesondere der Stadtkern von Osterholz-Scharmbeck wurde nur unwesentlich getroffen. Am Anfang des Krieges waren allenfalls einzelne Notabwürfe angeschossener Maschinen auf das Stadt- und Kreisgebiet zu verzeichnen: Eine Bombe zerstörte dabei die Badeanstalt „Am Deich“, eine andere ging beim Alten Gaswerk nieder. eine dritte riss in Westerbeck einen tiefen Krater auf. Vor allem gingen aber zahlreiche dieser Bomben in den Hammewiesen nieder. Ein gewisser Höhepunkt war der 22. September 1943, da durch die Flak in Scharmbeckstotel und Wümmesiel ein viermotoriger Bomber – vermutlich eine Boeing B-17 im Anflug auf Hannover – abgeschossen wurde.
Der Absturzkrater in Lintel ist einige Meter tief, da die Maschine mit kompletter Bombenladung abstürzte, als Folge brannten sieben Gehöfte mit ihrem Viehbestand ab, die neun kanadischen Besatzungsmitglieder kamen alle ums Leben, wobei der letzte Tote erst einige Tage später in einem Gebüsch gefunden wurde.
Eine besondere Gefahr stellten die Tiefflieger dar, die in Norddeutschland immer mehr zu einer Plage für die Zivilbevölkerung wurden und beispielsweise den Eisenbahnverkehr stark behinderten. Der notwendige Verkehr musste in unregelmäßigen Intervallen mit Waggons durchgeführt werden, die schon mehrfach Angriffen ausgesetzt waren und deshalb keine intakte Verglasung mehr aufwiesen. Um die notwendige Fahrten durchzuführen, wurden die Züge bewaffnet; das heißt auf je einem offenen Waggon vorne und hinten wurde nun eine Vierling-Flak mitgeführt.
Der SD der SS zitierte am 4. Mai 1944 aus Berichten der Gestapo, wonach die Bevölkerung auch in der Region um Bremen Schlimmes befürchten müsse, wenn etwa im Sommer das Vieh auf den Weiden ist; auch kleine Städte rechneten jetzt mit schweren Angriffen aus der Luft.
In Osterholz-Scharmbeck waren die Drettmanwerke neben dem Bahnhof ein solches Ziel, und am 23. April 1945 griffen tatsächlich acht britische Tiefflieger mit 30 Splitterbomben dort an: zwei Frauen und ein Mann wurden getötet, vier weitere Personen verletzt.
Ein ähnlicher Angriff hatte drei Tage vorher auf die Munitionsanstalt Lw. 2/IX, Muna Lübberstedt stattgefunden, dort wurde ein russischer Zwangsarbeiter getötet und drei weitere verletzt.

#### Statistik der Luftalarme im Landkreis Osterholz 1940–1945
| Kriegsjahr | Luftalarme | Sprengbomben | Brandbomben | Tote | Verletzte |
| ---------- | ---------- | ------------ | ----------- | ---- | --------- |
| 1940       | 149        | 183          | 189         |      |           |
| 1941       | 144        | 361          |             |      |           |
| 1942       | 155        | 259          | 4.194       |      |           |
| 1943       | 186        | 710          | 5.027       |      |           |
| 1944       | 305        | 877          | 2.960       | 2    | 12        |
| 1945       | 163        | 136          |             | 11   | 39        |
| 1940–1945  | 1.102      | 2.526        | 12.370      | 33   | 63        |

Quelle: Osterholzer Kreisblatt Nr. 17; S. 5: „Erste Bilanz eines verlorenen Krieges“ Die Zahlen für 1943 mussten anhand der Gesamtzahl korrigiert werden, da offensichtlich ein Druckfehler vorlag.

#### Bodenkrieg um Osterholz und Befreiung
Ab 19. April 1945 wurde es kritisch für Osterholz-Scharmbeck, am Niederrhein war die Verteidigung der Wehrmacht zusammengebrochen und alliierte Truppen konnten nun ungehindert auch nach Norden vordringen. Ab dem 20. April 1945 nahmen die Aktivitäten der Tiefflieger im Kreisgebiet deshalb eine noch größere Intensität an.
Am 23. April eroberten die Briten Bremen, die abziehenden Reste der Wehrmacht sollten von General Gilbert in eine neue Division eingefügt werden, um mit dieser das Gebiet Weser-Lesum-Oste zu verteidigen. Es handelt sich ziemlich genau um die Linie, die schon im Dreißigjährigen Krieg und später eine strategische Rolle spielte.
Trotzdem wurde es mit dem Gefechtsstand in Osterholz-Scharmbeck dann nichts; das Stabsquartier befand sich bereits in Buschausen und fand sich in der Gastwirtschaft Böttcher zusammen. Als dann am 26. April auf zweimaligem Befehl, der erste kam um 16 Uhr, um 18 Uhr die Hamme-Brücken gesprengt wurden und die zurückweichenden deutschen Truppenreste das Stadtgebiet damit nicht mehr erreichen konnten, nahmen diese einen anderen Weg.
Die verbleibenden Reste der Wehrmacht leisteten aber noch weiter Widerstand. Am 28. April erging der Befehl an die Bevölkerung sich in den Kellern in Sicherheit zu bringen und am Stadtrand von Osterholz-Scharmbeck nahm ein schweres Eisenbahngeschütz auf der Bahnstrecke Bremervörde–Osterholz-Scharmbeck vom Stadtrand (an der Laubenstraße) aus britische Soldaten im Viehland unter Feuer, die zurückschossen und in der Ahrensfelder Straße ein Haus trafen. Auch die Flak des Stadtgebietes wurde nun dorthin verlegt, um den Panzerkampf aufnehmen zu können, da trotz des Suizids von Adolf Hitler am 30. April 1945 in Berlin weiterhin die Verteidigung des Raumes zwischen Bremen und Bremerhaven proklamiert worden war. Der Durchhaltewille wurde auch mit Gewalt befördert; am 28. April 1945 wurde der 17-Jährige fahnenflüchtige Kurt Albrecht auf dem Schützenplatz erschossen.
Angesichts der Aussichtslosigkeit weigerte sich General Gilbert schließlich und am 3. Mai 1945 zogen die restlichen deutschen Soldaten der Wehrmacht nach Norden ab, inklusive der FLAK der Luftwaffe, die seit Kriegsbeginn in und um Osterholz-Scharmbeck stationiert waren.
Britische Flugzeuge beobachteten diese Truppenverlagerung ohne anzugreifen. Offensichtlich war bereits eine Art von Teil-Waffenstillstand (offizieller Sprachgebrauch: „Waffenruhe“) mit den Briten ausgehandelt worden, die sich seit 1. Mai 1945 an der Hamme-Linie bei Tietjens Hütte, Worpswede und Hüttenbusch befanden.
Über die Eisenbahnbrücke der Bahnstrecke Bremervörde–Osterholz-Scharmbeck rückte dann auch ein erster Spähtrupp der Alliierten über die Rübhofstraße bis an die Ahrensfelder Straße heran. Es handelt sich dabei um schottische Soldaten eines 700 Mann starken Bataillons, der 52. Division „Kings own Scotch Borderers“. Die Anwesenheit alliierter Truppen nahm die Osterholzer Verwaltung als Anlass, die letzten Verpflegungsdepots aufzulösen und den Inhalt an die Bevölkerung zu verteilen; hinter dem NSDAP-Gebäude „Haus des Reichs“ in der Bahnhofstraße wurden Akten verbrannt. Erst am 7. Mai 1945 (16 Uhr) rollten dann die Panzer der schottischen Truppe in den Kern von Osterholz-Scharmbeck ein.

### Deportation und Vernichtung: „Ab nach Farge“
Mit der Wannseekonferenz von 1942 ist die sogenannte „Endlösung der Judenfrage“ beschlossen worden. Die physische Vernichtung wurde danach unerbittlich durchgeführt, begann aber bereits davor. Insbesondere waren folgende Familien mit insgesamt achtzehn Angehörigen betroffen, von denen zwölf nicht überlebten; zur Erinnerung an die Familien wurden ab 2021 Stolpersteine verlegt:
- Der Kaufmann Hugo Meyer-Rosenhoff (ein Onkel von Annelie Müller geb. Aron) wurde 1941 verschleppt, er starb mit seiner Frau Selam und seinen beiden Töchtern Ruth und Claire in einem Lager bei Minsk.
- Clara, Hanna und Henny Cohen wurden ebenfalls in Minsk ermordet; Sigmund Cohen war bereits 1939 seinen schweren Verletzungen aus der „Reichspogromnacht“ erlegen. Der Großvater Alfred Cohen starb im KZ Theresienstadt, seine Frau überlebte und immigrierte später nach Brasilien.
- Ilse und Toni Davidson wurden ebenfalls nach Minsk verschleppt; Alfred Cohen dagegen nach Theresienstadt.
- Ebenfalls nach Theresienstadt kamen die Eheleute Josef und Irma Heidemann sowie Moritz Aron.
- Alfred und Greta Heidemann wurden im Oktober 1941 in das Ghetto Litzmannstadt (Lodz) deportiert.
- Vater Wilhelm und Bruder Willi von Annelie Aron wurden im September 1944 zur Gestapo nach Bremen (Am Wall) bestellt und dort verhaftet um in Farge eingesetzt zu werden.

„Ab nach Farge“ war wohl das gefürchtetste Wort der Gestapo in Bremen, die seit 1940 ein Arbeitslager eingerichtet hatte, welches eine wesentliche Rolle beim Bau des U-Boot-Bunker Valentin in Bremen-Vegesack spielte.
Annelie Müller selbst kam zunächst in ein Lager bei Oldenburg, wurde dann im November 1944 nach Bremen zurückkommandiert, als Zwangsarbeiterin bei Krupp in Oslebshausen eingesetzt oder beseitigte Bombentrümmer in Bremen. Als „Halbjude“ durfte sie in Osterholz-Scharmbeck bei ihrer ‘arischen’ Mutter übernachten.
Fast noch typischer für die systematische Desintegration der Juden war die Geschichte ihres Bruders Willi Aron. Älter als Annelie hat er noch eine Bäckerausbildung absolvieren können und musste deshalb sogar Mitglied der Hitlerjugend werden. 1939 wurde er zum Reichsarbeitsdienst (RAD) eingezogen und wurde als Panzerjäger zur Wehrmacht eingezogen, die ihn 1942 wegen seiner jüdischen Herkunft wieder ausschloss. Willi Aron arbeitete vor seiner Verhaftung und seinem Einsatz in Bremen-Farge (U-Boot-Bunker Valentin) als Bäcker in Osterholz-Scharmbeck. Nach sechs Monaten Farge kam sein Vater Wilhelm in das KZ Theresienstadt, überlebte allerdings, während Willi in einem Lager bei Holzminden und dann bei Eschenbach interniert wurde. Die Bewacher flüchten dort, als die Alliierten dem Lager näherrückten und die Gefangenen machten sich auf dem Heimweg. Willi Aron wurde dabei in der „Bahnhofstraße“ von einer Streife der Wehrmacht gestellt, die ihn für einen Deserteur hielt, ihn allerdings dann laufen ließ, weil er von einer Osterholz-Scharmbecker Gastwirtin identifiziert werden konnte.

### Zwangsarbeiter in Osterholz
Insbesondere Niedersachsen versuchte kurz vor Kriegsanfang von einem Vier-Jahres-Plan zu profitieren, der in Nachbarländern Arbeitskräfte (vor allem Niederländer, Belgier, Italiener aber auch Polen) anwarb, dadurch kamen in Niedersachsen bereits 1939 auf einhundert einheimische Arbeitskräfte vierzehn angeworbene „Fremdarbeiter“. Mit zunehmender Kriegsdauer fehlte dann auch in Osterholz-Scharmbeck fast die gesamte wehrfähige männliche Bevölkerung; 256 kehren nicht mehr zurück und einige Hundert gerieten in Kriegsgefangenschaft.
Die dadurch fehlende Arbeitskräfte konnten bald auch nicht mehr durch die Mobilisierung der weiblichen Bevölkerung kompensiert werden, weshalb gefangene feindliche Soldaten, verschleppte Zivilisten und (mehr oder minder) „Freiwillige“ aus den besetzten Gebieten hergezogen wurden. Das internationale Militär-Tribunal (IMT) in Nürnberg errechnete rund 12 Millionen Kriegsgefangene oder deportierte Zivilarbeiter/innen, die im Herbst 1944 fast jeden dritten Arbeitsplatz einnahmen, um die Kriegsproduktion weiter aufrechtzuerhalten. Dabei wurden die Kriegsgefangenen in Niedersachsen überwiegend in der Landwirtschaft eingesetzt; zuständig für den Bereich Osterholz war das Arbeitsamt Wesermünde (Bremerhaven). In der „Produktion“ wurden die Gefangen vor allem in Bremen benötigt, nämlich bei Focke-Wulff, Borgward, den Werften und beim Bau des U-Boot-Bunkers Valentin.
In Osterholz-Scharmbeck selbst boten sich lediglich hierfür die Drettmannwerke an; weiterer Produktionsstandort auf Kreisgebiet war die Munitionsanstalt Lw. 2/ IX, Muna Lübberstedt Andere Aufgaben waren Hilfestellungen für die Zivilverteidigung, unter anderem wurde unter dem Marktplatz in Osterholz-Scharmbeck (zwischen Stagges Hotel, Kirche und Feuerwehrturm) von russischen Zwangsarbeitern ein Luftschutzkeller errichtet.
Die Kriegsakten der Stadt, die der britischen Militärverwaltung 1947 übergeben wurden, ergaben dabei folgende Zahlenverhältnisse für den Zeitraum 1940–1945:
- Russen: 485
- Holländer: 219
- Tschechen: 205
- Polen: 134
- Belgier: 90
- Franzosen: 69

Allerdings kehrten nicht alle diese Menschen in ihre Heimat zurück:
- Auf dem Friedhof „Lange Straße“ liegen neun Russen und fünf Polen begraben; darunter ein 15-Jähriger, der sich 1942 erhängt hatte.
- Ein Russe beging in Scharmbeck Selbstmord.
- Ein Russe starb in einem Hospital in Bremen-Oberneuland.
- Ein Pole wurde auf dem „Tinzenberg“ nach einem Fluchtversuch 1945 erhängt.
- Ein Pole brachte „seinen“ Bauern 1945 nach Kriegsende um und wurde von einem alliierten Militärgericht zu 15 Jahren Haft verurteilt.

## Nachkriegszeit 1945–1949
| Zeittafel          | 1945–1949: Nachkriegszeit                                                                                   |
| ------------------ | --- |
| 1945               | Helmut Lange wird zum Kreisdirektor und stellvertretenden Bürgermeister bestimmt.                           |
| 23. September 1945 | Erste politische Versammlung durch Kommunisten.                                                             |
| 5. Oktober 1945    | Erste Versammlung der SPD.                                                                                  |
| 1948               | Der Kirchenkreis Lesum (ehemaliges „Kirchspiel Lesum“) wird in Kirchenkreis Osterholz-Scharmbeck umbenannt. |
| 1. September 1949  | Das Osterholzer Kreisblatt darf wieder publizieren: Startauflage 3500 Exemplare.                            |

### Neuanfang
Die schottische Einheit, die mit Erstaunen das britisch-königliche Wappen in der Klosterkirche registrierte (ehemalige Personalunion des Hauses Hannover mit dem britischen Königsthron), verließ nach etwa einer Woche Osterholz-Scharmbeck, da die Amerikaner Bremen und Bremerhaven als wichtige Häfen verwalteten und Osterholz-Scharmbeck als Einzugsgebiet im Juni 1945 in ihre Obhut übernahmen. Die Amerikaner waren entschlossen, in Deutschland gründlich aufzuräumen, und auch in Osterholz-Scharmbeck fuhr ein Jeep – gefolgt von einem Lastwagen – durch die „Bahnhofstraße“, um alle Träger des Regimes festzunehmen und in die Letow-Vorbeck-Schule in Bremen (Nähe Bürgerweide) zu bringen.
Die Amerikaner setzten auch in Osterholz-Scharmbeck zunächst auf die Verfolgten des alten Regimes, und so wurde 1945 der Alt-SPDler Helmut Lange vom amerikanischen Kreiskommandanten Ltd. Colonel Reed als erster Kreisdirektor und stellvertretender Bürgermeister eingesetzt. 1946 schied Helmut Lange, der im Ersten Weltkrieg ein Bein verloren hatte, aus gesundheitlichen Gründen aus und Louis Biester wurde sein Nachfolger.
Die Probleme durch die zahlreichen Flüchtlinge waren riesengroß; die Zusammenarbeit mit der Militärregierung klappte nicht von Anfang an. Mit ihren nur 30 Mitarbeitern war die Kreisverwaltung vollständig überfordert. Zudem stellte die Militärregierung alle Zahlungen der Reichszuschüsse ein. Dies bedeutete, dass bald 1,8 Millionen Reichsmark dieser Reichszuschüsse fehlten, um die Renten und Sozialausgaben (auch an Flüchtlinge) in Osterholz-Scharmbeck auszubezahlen. Das Geld musste in Bremen von den Amerikanern „besorgt“ werden.

### Anfänge der Politik
Die erste öffentliche politische Versammlung hielten die Kommunisten am 23. September 1945 im Tivoli Hotel ab; deren Stammkneipe ist die Gaststätte an der Ecke „Bahnhofstraße/Lindenstraße“ (heute ein italienisches Restaurant), die bereits vorher eine typisch proletarische Kneipe gewesen sein soll, in der ursprünglich vor allem die Reisewerkarbeiter verkehrt hatten. Die SPD zog am 5. Oktober am gleichen Ort nach, und ihr Ortsverein hielt am 28. Oktober 1945 in der Gaststätte Lohoff seine erste öffentliche Versammlung ab.
Die Amerikaner hatten sogar Überlegungen angestellt, ein geschlossenes Gebiet Bremen-Bremerhaven herzustellen, aber der erste bremische Bürgermeister Wilhelm Kaisen soll mit den Worten abgelehnt haben, er sei nicht auf Beute in den umliegenden Gemeinden aus.
Jedenfalls wurde Osterholz-Scharmbeck deshalb am 10. Dezember 1945 der britischen Besatzungszone zugesprochen. Die Briten hoben die Zweiteiligkeit der örtlichen Verwaltung in einen staatlichen und einen kommunalen Teil auf. Außerdem sollten die Kommunalpolitiker gewählt und demokratisch kontrolliert werden; das heißt, der durch die Amerikaner eingesetzte sollte nun durch einen gewählten Kreistag abgelöst werden, und im Februar 1946 ging der Erlass aus, einen Kreistag mit 32 Mitgliedern wählen zu lassen. Dieser konnte dann am 8. Februar 1946 seine erste Sitzung abhalten.

### Entnazifizierung
Auch die Briten hatten bestimmte Vorstellungen über die Durchführung einer Entnazifizierung und so wurden 16 Verwaltungsangestellte entlassen, obwohl nichts gegen sie vorlag. Da niemand eingestellt wurde, der nicht ‘entnazifiziert’ war, wurde der Aufbau der Verwaltung verzögert.
Eine wichtige Aufgabe war dabei die Bildung eines Hauptentnazifizierungsausschusses (Mai 1946) mit folgender Zusammensetzung: KPD (1), SPD (3) und NLP (2), der jedoch nur Gutachten der niedrigerer Kategorien verfasst, die allerdings in der Regel von der britischen Militärregierung akzeptiert wurden, die sich selbst vorbehielten, Kategorien I und II auf einer Fünfer-Skala zu behandeln. War jemand nicht mit dem Ergebnis durch den Ausschuss einverstanden, gab es eine Berufungskammer in Stade. Dieses Verfahren war sehr mühsam und junge Männer, die als 18-Jährige zum Kriegsende noch zur Wehrmacht eingezogen worden waren, konnten jahrelang kein Studium aufnehmen, da ihnen die Entnazifizierung fehlte.

### Ernährungslage
Die Ernährungslage wurde 1946 auch in Osterholz-Scharmbeck langsam kritisch; in den Gebieten der britischen Zone wurden die Rationen auf 1014 kcal pro Person und Tag festgelegt. Die Not der Bevölkerung hat bis heute ihre Spuren in Osterholz-Scharmbeck hinterlassen. Wegen Brennholzmangels wurden sämtliche Lindenbäume der „Bahnhofstraße“ abgeholzt, und auch im Klosterholz fehlte bald so mancher Baum. Damit wurden die Alleen vernichtet, die einst so viele Bremer nach Osterholz-Scharmbeck zum Flanieren gelockt hatten.

## 1950–1971 Wiederaufbau, „Baby-Boom“
| Zeittafel | 1950–1971 Wiederaufbau, „Baby-Boom“, Erste Modernisierung                                                                                               |
| --------- | --- |
| 1952      | Bau der Lehrwerkstätten am Waldweg: Sie werden damit der Grundstock der späteren Kreisberufsschule.                                                     |
| 1953      | Heinrich-Horstmann-Schule: Fertigstellung des I. Bauabschnitts.                                                                                         |
| 1955      | Kreiskrankenhaus: Grundsteinlegung. Osterholzer Kreisblatt: dritte lochbandgesteuerte Setzmaschine Deutschlands in Betrieb.                             |
| 1957      | Eröffnung des Freibades „Am Barkhof“ (siehe auch Allwetterbad (Osterholz-Scharmbeck)) und Eröffnung des Stadions im Klosterholz in Osterholz-Scharmbeck |
| 1960      | Heimatmuseum: Wiedereröffnung und Eröffnung des Gymnasiums                                                                                              |
| 1962      | Das Osterholzer Kreisblatt wird auf Off-Set-Druck umgestellt.                                                                                           |
| 1964      | Baubeginn der Siedlung „Am Koppelberg“ |
| 1965      | Gymnasiale Oberstufe wird eingerichtet. |
| 1965      | Heinrich Horstmannschule: II. Bauabschnitt |
| 1965      | Pflasterung des Marktplatzes |
| 1967      | Loger Straße: Gymnasium-Neubau wird bezogen. |
| 1967      | Lintel: Inbetriebnahme des biologischen Klärwerkes |
| 1968      | Baubeginn der Schnellstraße L 11 nach Bremen. |
| 1969      | Inbetriebnahme der L 11 nach Bremen. |

### „Baby-Boom“
Um die vorhandene übergroße Nachfrage nach bezahlbarem Wohnraum in den 1960er und 1970er Jahren nachzukommen, der auch durch den Babyboom ausgelöst worden war, wurde in der Bundesrepublik der staatlich geförderte soziale Wohnungsbau entwickelt. Zuständig für Osterholz-Scharmbeck war dabei die Niedersächsische Wohnungsbau-gesellschaft mbH, die sich im Besitz der Niedersächsischen Landesentwicklungs GmbH (NILEG), der Norddeutschen Landesbank und der Bundesrepublik Deutschland befand.
Ein weiteres besonderes Projekt stellte dabei die Errichtung von Eigentumsreihenhäusern auf dem Koppelberg dar, die ebenfalls 1968 begann. Mit der Siedlung reagierte die Stadt auf den allgemeinen „Babyboom“ und schuf Wohnraum für Familien. Um den Charakter als Gartenstadt zu erhalten, wurde eine dünnere Besiedlung mit Reihenhäusern vorgenommen, deren Straßen mit Bäumen und Strauchzonen aufgelockert wurden. Neben den Zäunen wurden zur Grundstücksabgrenzung Hecken aus Hainbuchen angelegt, so dass eine Wiesen- und Heckenlandschaft entstand, die ideale Lebensbedingungen für einige Singvögelarten bietet.
Die „Koppelbergsiedelung“ hat ihren Namen von der „Koppelbergstraße“, die streng genommen nicht Teil der Siedlung ist, sondern über die „Stader Landstraße“ eine Verbindung von „Scharmbeck“ nach Pennigbüttel herstellt. Die eigentliche 'Erschließung' folgt über „Am Rodelande“ von der alle neue Straßen fächerförmig abweichen. Mit den Straßennamen werden Personen geehrt, die der Künstlerkolonie Worpswede zuzurechnen sind (Fritz Mackensen, Bernhard Hoetger, Käthe Kollwitz, Hans am Ende etc.). Dabei wurden zwei verschiedene Varianten von Häusern für die Bebauung benutzt; eine eingeschossige Version und eine zweigeschossige für größere Familien. Da die Endgrundstücke einer Hausreihe einen breiteren Verbindungsstreifen von Hintergarten und Vorgarten aufweisen, waren diese Grundstücke (ursprünglich) für Großfamilien reserviert. Abgewickelt und finanziert wurde das Projekt ebenfalls durch die Nileg, dem niedersächsischen Heimstättenwerk.
Das höchste Wohnhaus von Osterholz-Scharmbeck an der „Stader Landstraße“ wurde ebenfalls hier angesiedelt; es entstand Anfang der 1970er Jahre dort, wo die Koppelbergstraße in die Stader Landstraße übergeht und weist sechs Wohnetagen auf.
Insgesamt errichtete man in der Stadt rund 600 Wohnungen, wovon sich noch 469 als Mietwohnungen im Eigentum der NILEG befinden. Zunächst wurden 1964 im „Grünen Grund“ 16 Altenwohnungen errichtet, 1966 wurden die dreistöckigen Mietshäuser im Bereich der „Mozartstraße“ und „Beethovenstraße“ errichtet. Dabei handelte es sich um das damals größte geschlossene Siedlungsvorhaben dieser Baugesellschaft mit 346 Wohnungen und einem Projektvolumen von 22 Millionen DM. Weitere sechs Wohnungen wurden 1968 in der „Schillerstraße“ und 31 Altenwohnungen 1972 in der „Käthe-Kollwitz-Straße“ errichtet. Es folgten noch vereinzelte Projekte für kinderreiche Familien 1972 in der „Blumenthaler Straße“, 1978 in der „Käthe-Kollwitz-Straße“ und 1984 „An der Lieth“. Die Kredite sind fast ausgelaufen, bestehen in geringen Restschulden auch noch bis heute (Stand 2007).
Aktuelle Siedlungsprojekte beschäftigen sich mit dem Pumpelberg und der verbliebenen Pferdeweide am Koppelberg.
Mit der Inbetriebnahme der L 11 (dem Vorläufer der A 27) trug die Stadt dem wachsenden motorisierten Pendlerstrom nach Bremen Rechnung. Insbesondere die Klöckner Hütte Bremen und die AG Weser hatten Personal im Umland angeworben bzw. deren Arbeitnehmer waren ins Umland abgewandert.
Dieser Trend sollte sich in den 1970er Jahren noch verschärfen.

## Erste Modernisierung 1972–1993
| Zeittafel                                                        | Erste Modernisierung 1972–1993 |
| ---------------------------------------------------------------- | --- |
| 1971                                                             | Der Weser-Kurier übernahm das Osterholzer Kreisblatt |
| 1972                                                             | Beginn des Sanierungsprogramms. Heinrich Horstmann-Schule: 3. Bauabschnitt |
| 1973                                                             | Bau einer Grundschule in der „Beethovenstraße“ in Osterholz |
| 1. März 1974                                                     | Gemeindegebietsreform in Niedersachsen: Eingliederung der Gemeinden Freißenbüttel, Garlstedt, Heilshorn, Hülseberg, Ohlenstedt, Pennigbüttel, Sandhausen, Scharmbeckstotel und Teufelsmoor |
| Gut Sandbeck wurde durch die Stadt Osterholz-Scharmbeck gekauft. | |
| 1977                                                             | Garlstedt: Baubeginn einer neuen US-Kaserne. |
| 17. Oktober 1978                                                 | Garlstedt: Übergabe der US-Kaserne als Lucius-D.-Clay-Kaserne an die 2.nd Armored Devision (Forward) US-Panzerdivision (Vorhut der 75. US-Brigade.)                                        |
| 6. Dezember 1979                                                 | Eröffnung des Allwetterbades in Osterholz-Scharmbeck |
| 13/14. Januar 1980                                               | Lichtphänomene über Garlstedt bei der neuen US-amerikanischen Kaserne. Die Alarmrotte der NATO wird eingesetzt. Von einem angeblichen UFO findet sich jedoch keine Spur.                   |
| 1981                                                             | Besetzung eines Hauses „Hinter der Wurth“ |
| 1982                                                             | Einweihung der Grundschule in Scharmbeckstotel |
| 1985                                                             | Sperrung und Neugestaltung des Bereiches Scharmbecker Marktplatzes |
| 1986                                                             | Eröffnung der Fußgängerzone Marktstraße/Poststraße/Scharmbecker Marktplatz |
| 1988                                                             | Osterholzer Stadion: Abschluss der Installation neuer Leichtathletik-Anlagen |
| 1989                                                             | Umgehungsstraße „Mittlerer Ring“ wurde freigegeben |
| 1989                                                             | Bahnhofstraße: Autofreier Tunnel ersetzte den Bahnübergang. Grundlage ist ein alter Fußgängertunnel.                                                                                       |
| 1. August 1993                                                   | Abzug der letzten US-Truppen aus Garlstedt; Übergabe der Lucius-D.-Clay-Kaserne an die Nachschubschule des Heeres mit vormaligem Standort in Grohn (Bremen).                               |

### Beginn der „Modernisierung“
Als Beginn der Sanierung muss das Jahr 1972 gelten, als Bürgermeister und Stadtverwaltung erfolgreich 13 Millionen DM vom Bund einwarben; Hintergrund war die bereits abzusehende Gemeindereform in Niedersachsen. Am 13. Juni 1973 beschloss der Niedersächsische Landtag im Zuge der durchgeführten kommunalen Gebietsreform ein Gesetz, nach dem die Gemeinden Garlstedt, Heilshorn, Hülseberg, Ohlenstedt, Pennigbüttel, Sandhausen, Scharmbeckstotel und Teufelsmoor mit Wirkung vom 1. März 1974 in die Stadt Osterholz-Scharmbeck eingemeindet wurden. Das Stadtgebiet umfasste nun eine Fläche von 146,8 km². Die Einwohnerzahl wuchs auf 25.300. Dieser gewachsenen Bevölkerungsanzahl musste Tribut gezollt werden, Grundschulen wurden errichtet. Und auch in der Stadt konnte nach dem Krieg 1945 nicht immer mit der Qualität gebaut werden, die Jahrzehnte überdauert. Somit war das Modernisierungsprogramm der „Heinrich Horstmann Schule“ der Startschuss für die allgemeine Sanierung. Ein besonderer Umstand stellte dabei der Erwerb von Gut Sandbeck dar; aufgrund der historischen Bedeutung übernahm die Stadt 1975 das Gebäude, sanierte es aber erst 1982.
Die Stadt blieb nun im erhaltenen und erweiterten Landkreis Osterholz Sitz der Kreisverwaltung. Die nun gesicherte Bedeutung der Stadt führte zur Sanierung der Scharmbecker Ortsmitte, deren Ziel die Kombination „zeitgemäßer Wohn-, Versorgungs- und Möglichkeiten der Kommunikation in einem lebendigen Stadtkern“ sein sollte. Die 13 Millionen sollten jedoch nur bezahlt werden, wenn Stadt und Kreis selbst sieben Millionen DM aufbringen konnten. Verplant wurde das Geld in 13 Jahren bei 65 Sitzungen des Sanierungs- und Bauausschusses, was eine Gesamtdebatte von 200 Stunden in 13 Jahren entspricht. Im Jahre 1985 wurde das Ende der Sanierung Kirchenstraße/Marktstraße verkündet, da dieser Bereich nun offiziell als Fußgängerzone eingeweiht wurde. Es lassen sich dabei folgende Punkte festhalten:
- Insbesondere die ‘Feinarbeiten’ ab 1984 verschlangen alleine drei Millionen DM.
- Die Renaturierung und Befestigung des Scharmbecker Baches und Erneuerung des Wassermühlenrades kostete 700.000 DM.
- Der Ausbau der Straße „Hinter der Kirche“ kostet 570.000 DM.

Der Rest floss vor allem in die Verlängerung der „Baustraße“, zur Umleitung des Straßenverkehrs um die neue Fußgängerzone in der „Marktstraße“.
- Ziel der Fußgängerzone war demnach die Schaffung eines räumlich erfahrbaren Erlebnisbereichs sowie die Verbesserung von Verkehr, Geschäftsmöglichkeiten, Wohn- und Freizeitangeboten. Grundsätzlich wurde damals die Schaffung von Fußgängerzonen als Bollwerk gegen die großen Verbrauchermärkte gesehen, die ‘auf der grünen Wiese’ im Umland der Zentren Kaufkraft aus den Innenstädten abzogen.

Natürlich war damit die Sanierung des Bereichs nicht abgeschlossen; insbesondere die optische Anbindung des „Haus am Markt“ auf der abgewandten Seite und die Situation „Hinter der Kirche“ wurden weiterhin als unbefriedigend in Verwaltung und Bevölkerung angesehen.
Die umfassende Neugestaltung der „Bahnhofstraße“ war langwierig und wurde maßgeblich optisch von der Rationalisierung und der Sicherheit für die ICE-Züge der Deutschen Bundesbahn beeinflusst, da die im Stadtkerngebiet existierenden vier Schrankenanlagen reduziert werden sollten. Lediglich das kaum frequentierte Halbschrankensystem „Am Tinzenberg“ blieb übrig sowie die Vollschranken der „Bremer-Straße“, die ebenfalls durch ein Halbschrankensystem ersetzt wurden. Beide werden nun (soweit nicht durch die Zug-Automatik ausgelöst) vom Bahnhof Bremen-Burg ferngesteuert. In der „Osterholzer Straße“ zum Kreishaus wurde eine vollständige Verkehrsunterführung vorgenommen; die Schranken der „Bahnhofstraße“ hingegen wurden einfach geschlossen. Allerdings wurde der vorhandene Fußgängertunnel bald erweitert und konnte dann auch von Fahrrädern passiert werden. Das Schrankenwärterhäuschen wurde abgerissen, de facto die „Bahnhofstraße“ damit an dieser Stelle zerschnitten.

### Stationierung von US-Truppen in Osterholz
1978 wurde mit einer 200 Mann starken US-amerikanischen Vorhut in Garlstedt die nach Lucius D. Clay benannte Kaserne eröffnet. Es handelte sich um Soldaten der 2nd Armoured Division (fwd) „Hell on wheels“; einer Vorausabteilung – fwd steht für forward – der 75. US-Brigade mit Heimat in Texas, die im Sinne einer neuen NATO-Doktrin in den 'Frontstaat’ Deutschland teil-vorverlegt wurden. Im Ernstfall eines Dritten Weltkrieges sollte damit eine schnellere Truppenverlegung erreichbar sein; bzw. die Truppe soll Bremerhaven als wichtigen strategischen Punkt für die Logistik (auch in 'eigener Sache') verteidigen.
Für den ehemaligen Truppenübungsplatz entstanden die Baukosten von 280 Millionen DM, die vom Bund getragen wurden. Mit der Einquartierung von 7500 Amerikanern (4083 Soldaten, 2500 Zivilisten) musste die Infrastruktur der Stadt verbessert werden. Für die 2500 Zivilisten, später bis zu 4000, und für die Soldaten, die ihre Familie mitbrachten und deshalb in der Stadt wohnten, musste zudem Wohnungen gebaut werden. In Buschhausen wurde eine US-Schule errichtet. Obwohl im Gegensatz zu Garnisonsstädten in Süddeutschland keine abgeschotteten Wohnghettos errichtet wurden, blieben Integrationsversuche (zum Beispiel Deutsch-Amerikanischer Club) doch eher bemühte Oberflächenphänomene, da die Fluktuation dieser „Vorausabteilung“ sehr groß war. So befand sich bereits nach 1½ Jahren kaum ein einziger derjenigen US-Amerikaner mehr in der Stadt, der dort anfänglich seinen Dienst angetreten hatte.
Durch gewisse Anpassungen ergaben sich Veränderungen im städtischen Leben:
- Amerikanische Straßenkreuzer gehörten zum Verkehrsalltag der Stadt.
- Der Becker-Imbiß, Poststraße, entstand, in dem auch amerikanische Zivilisten beschäftigt wurden.
- An Tankstellen und in der Gastronomie konnte direkt mit US-Dollar bezahlt werden.
- In der Hundestraße befand für kurze Zeit eine Nachtbar.
- Das Schützenfest erlebte einen neuen Aufschwung.

Nach mehreren Vorfällen war die Diskothek Stagges Hotel (Marktplatz) „off limits“ für amerikanische Soldaten. Nachdem die Rangeleien zur Regel wurden, erließ ein anderer Eigentümer ebenfalls ein „off limits“ in seinen Diskotheken Starship (Loger Straße) und Arena (Ihlpohl). Für das Racy (Industriegebiet Osterholz/Pennigbüttel) galt dies nicht; die Diskothek etablierte sich als Treffpunkt für die weißen US-Soldaten, ohne größere Vorfälle, da die Diskothek als Deutsch-Amerikanischer Club geführt wurde.
Im Kuwaitkonflikt (Zweiter Golfkrieg) wurde der größte Teil der US-Soldaten 1992 an den Golf verlegt. Die Amerikaner schlossen die Kaserne. 1993 wurde die Kaserne der Bundeswehr übergeben, die sie seitdem unter Fortführung des Namens als Truppenschule für Logistik nutzt. Die Kaserne in Bremen-Grohn wurde geschlossen und mit der Kaserne in Garlstedt zusammen gelegt.

### Bürgerlicher Ungehorsam und Garlstedter Heide
Die Ereignisse der Modernisierung blieben nicht ohne Widerspruch in der Bevölkerung. Insbesondere die Planungen zum Abriss der Häuser „Hinter der Wurth“ führten zu einer Versammlung von etwa 40 Personen in Stagge’s Hotel, aus der eine Besetzung eines Hauses „Hinter der Wurth“ erfolgte. Dies war letztendlich die Geburtsstunde des alternativen Kulturzentrums Osterholz; denn bald schon wurde das ehemalige Stammhaus von Möbel Meyerhoff in der „Bahnhofstraße 39“ besetzt, ein Umstand, der von Inge Küster der Eigentümerin des Möbelhauses nachträglich erlaubt wurde.

## Moderne Zeiten (1994–heute)
| Zeittafel            | Moderne Zeiten (1994–heute) |
| -------------------- | --- |
| 15. September 1996   | Kommunalwahl in Niedersachsen: Neuwahl des Stadt- und Kreisrates |
| 5. September 2001    | Entführung des Scharmbeckstotelers Dennis Klein aus einem Schullandheim bei Wulsbüttel |
| 9. September 2001    | Kommunalwahl in Niedersachsen: Neuwahl des Stadt- und Kreisrates |
| 19. September 2001   | Dennis Klein wurde tot in einem Seitenweg der Kreisstraße 135 zwischen Kirchtimke und Hepstedt aufgefunden. |
| 28. Juli 2005        | Tornado in der Kreisstadt; Windgeschwindigkeit 58 Knoten |
| Oktober 2005         | Richtfest „Bahnhofstraße 99–105“ setzt den Umbau der Kernstadt fort. |
| 6. Dezember 2005     | Beginn einer Brandserie: in Bahrenwinkel brannte Stroh. |
| 16.–19. Februar 2006 | Ausstellung »25-Jahre alternatives Kulturzentrum Osterholz«. |
| 10. September 2006   | Niedersächsische Kommunalwahl: Neuwahl von Stadtrat, Kreisrat und Gemeinderäten: Besonderheit: der Bürgermeister von Osterholz-Scharmbeck wurde auf acht Jahre gewählt. |
| 16. März 2008        | Eine Bombe sollte entschärft werden. Große Teile der Stadt wurden in einem Radius von einem Kilometer evakuiert. Dabei mussten 7500 Menschen in Sicherheit gebracht werden. Doch gegen 2 Uhr Ortszeit stellte sich heraus, dass dort nur extrem stark verdichtete Erdschichten vorlagen. |
| Juni 2008            | An dem Ort, wo im März eine Bombe vermutet wurde, wurde nun in unmittelbarer Nähe doch eine Bombe gefunden. Diese wurde dann unter denselben Sicherheitsvorkehrungen wie im März entschärft.                                                                                             |

## Postgeschichte von Osterholz-Scharmbeck
Über die Anfänge eines Postwesens in der Stadt ist wenig bekannt, allerdings erteilte die königlich-schwedische Regierung am 5. Juli 1665 die Genehmigung für einen regelmäßigen Fahrpostverkehr zwischen Bremen und Hamburg über Scharmbeck und Bremervörde. Eine weitere Postlinie bestand nach Cuxhaven über Burt, Osterholz, Hagen, Lehe, über das Land Wursten über Dorum.
Die Fleckengemeinde Osterholz verfügte seit 1769 über eine Postspedition. Die Gründung war der Eröffnung der Postlinie Bremen-Hamburg zu verdanken, die durch Osterholz führte.
Das Post-Relais wurde 1774 in einen anderen Standort verlegt und blieb dort bis zum 30. September 1839. Dann wurde die alte Heerstraße nach Bremervörde durchgehend bis Bremen-Burg bepflastert und die Station wurde verlegt.
Die Postsendungen wurden von einem Angestellten in der Stadt verteilt, während die der Landbevölkerung in einem Schaukasten ausgestellt wurde und von Kirchgängern in die umliegenden Dörfer mitgenommen wurde.
Mit Eröffnung der Eisenbahnstrecke wurde die Post an den Bahnhof in die ehemalige Zigarrenfabrik Hashagen verlegt, da die meisten Postlinien mit ihrem Personentransport überflüssig geworden waren.
Anno 1882 firmierte die hiesige Post, im Gegensatz zur Stadt, bereits unter der Bezeichnung Osterholz-Scharmbeck. In der alten Hauptstelle wurde eine Postagentur eingerichtet, die zwischen 1914 und 1917 einen sehr guten Service leistete. Briefe wurden dreimal täglich ausgetragen, Paket und Geldsendungen zweimal täglich zugestellt.
Im Jahre 1924 wurde für 42.000 RM ein nahes Haus in der Bahnhofstraße gekauft, die Post zunehmend zentralisiert, dörfliche Außenstellen geschlossen, um per Kraftwagen bedient zu werden. 1966 wurde dieses Haus (Baujahr 1906) abgerissen und zwei Jahre später an gleicher Stelle ein Neubau bezogen.
Die ursprüngliche Post in der Poststraße existierte als kleineres Postamt weiter und teilte später (etwa 1960er Jahre) mit einer Zweigstelle der Kreissparkasse Osterholz das Gebäude; in den 1980er Jahren wurde an gleicher Stelle dann ein Neubau errichtet und das Postamt in Richtung Zentrum in einen weiteren dortigen Neubau verlegt. Anfang 2000er Jahre wurde diese Poststelle ebenfalls geschlossen. Heute befindet sich dort eine Niederlassung des Sozialverbands Deutschland (SoVD); die Post zog an die Ecke Bahnhofstraße/Marktstraße, ebenfalls unter Aufgabe der alten Hauptstelle an der Bahnhofstraße in Nähe des Bahnhofes.
Im Zuge der Auflösung des Postmonopols befinden sich auf Stadtgebiet seit 2011 entsprechenden Filialen und Packstationen diverser KEP-Dienste. Dementsprechend wurde auch die letzte Postfiliale zunächst privatisiert und dann aufgegeben.

## Geschichtsartikel der Nachbarregionen
- Geschichte Hamburgs
- Geschichte von Hadeln und Wursten